# Список плазунів Румунії
У цьому списку перелічені всі види плазунів, які мешкають на території Румунії, а також наведені дані про ті види плазунів, які потенційно можуть розширити видове різноманіття країни, про ті види, які викликають сумніви щодо приналежності до герпетофауни країни, та про ті види, опис яких є випадковістю. Термінологія наведена відповідно до списку плазунів Європи від Європейської герпетологічної спілки (лат. Societas Europaea Herpetologica), або просто SEH. 
Загалом підтверджено проживання 24 видів (10 видів змій, 10 видів ящірок та 4 видів черепах), 17 родів, 9 родин та 2 рядів плазунів на території Румунії. 23 види є автохтонними, а 1 вид — Trachemys scripta — є інтродукованим та інвазивним, що несе загрозу Emys orbicularis через подібність біотопів, у яких ці тварини мешкають. Таксономія Darevskia praticola pontica, підвиду Darevskia praticola поширеного в Європі, залишається темою дискусій. Ряд науковців вважають, що ця ящірка — окремий вид і описують її як Darevskia pontica. Таким же спірним залишається статус Vipera nikolskii. Її можуть описувати як окремий вид Vipera nikolskii, як підвид гадюки звичайної (Vipera berus nikolskii) або ж давати невизначений статус. Від 2010 року підвид Anguis fragilis colchicus вважають окремим видом — Anguis colchica. Саме цей вид мешкає на території країни, хоча можливо, що Румунія є тією країною, де проходить межа ареалів двох видів. Ще два види — Mediodactylus danilewskii та Pseudopus apodus — можуть стати новими видами у герпетофауні Румунії у недалекому майбутньому, зважаючи на їх мешкання неподалік болгаро-румунського кордону. Podarcis sicula також може збагатити герпетофауну Румунії, її знахідки надходять з Бухаресту та Алби-Юлії.
Поширеність різних видів плазунів неоднакова. Natrix natrix, Anguis colchica чи Lacerta agilis є значно поширеними на території Румунії. У той же час Testudo hermanni можна зустріти тільки в районі Банату. Особливо цінною, з точки зору видового різноманіття, є румунська Добруджа. Elaphe sauromates, Lacerta trilineata, Eremias arguta та Testudo graeca трапляються тільки тут. Eryx jaculus є надзвичайно рідкісним видом і довгий час вважався зниклим.
Людина негативно впливає на популяцію плазунів у Румунії. Сільськогосподарські потреби та освоєння для них нових земель із одночасним руйнуванням оселищ плазунів, розбудова доріг, зростання урбанізації, техногенне забруднення довкілля, спричинена людиною інтродукція інвазивних видів — ось ряд чинників, які сприяють зменшенню популяції плазунів у Румунії.

## Список

### Легенда
Наступні теги використовуються для позначення охоронного статусу кожного виду за оцінками МСОП:
| EN | Endangered      | Знаходиться під загрозою       |
| VU | Vulnerable      | Уразливий                      |
| NT | Near Threatened | Близький до загрозливого стану |
| LC | Least Concern   | В найменшій загрозі            |

Для більшості плазунів наведений їх статус у Європейському Червоному списку (виділений жирним шрифтом — VU, EN, LC). Якщо європейський статус відсутній, то наведено глобальний (звичайним шрифтом — VU, LC, NT). Якщо і такий статус відсутній, то в клітинці стоїть прочерк («-»).

### Плазуни

#### Підтверджені плазуни
| Українська назва              | Біноміальна назва                                             | Родина       | Ряд        | Статус ЄЧС/МСОП | Ареал проживання | Зображення | Виноски                     |
| ----------------------------- | ------------------------------------------------------------- | ------------ | ---------- | --------------- | --- | ---------- | --------------------------- |
| Веретільниця східна           | Anguis colchica (Nordmann, 1840)                              | Anguidae     | Squamata   | –               | Ящірка трапляється у гірських регіонах Румунії, високо у гірських лісах та на лісових галявинах. Румунія, можливо, є однією з тих країн, у яких проходить межа між ареалом A. colchica та A. fragilis.                                                                                                  |            | [ 5 ] [ 8 ] [ 9 ] [ 10 ]    |
| Удавчик західний              | Eryx jaculus (Linnaues, 1758)                                 | Boidae       | Squamata   | LC              | Найрідкісніший з усіх плазунів Румунії. Трапляється в Добруджі (останні повідомлення датовані 1986 роком) та Олтенії (2012 рік). Найбільше полюбляє піщані місцини (вдень заривається в пісок) чи місцини із нещільними ґрунтами та чагарникову рослинність.                                            |            | [ 11 ] [ 12 ] [ 13 ]        |
| Мідянка звичайна              | Coronella austriaca Laurenti, 1768                            | Colubridae   | Squamata   | LC              | Трапляється по всій країні, але частіше в її північно-західній частині. Можна побачити на висотах до 1100 м. Надає перевагу посушливим та сонячним ділянкам: лісовим галявинам, узліссям, насипам поблизу доріг, кам'янистим місцинам. Також трапляється серед рідколісся.                              |            | [ 14 ] [ 15 ] [ 16 ] [ 17 ] |
| Полоз жовточеревий            | Dolichophis caspius (Gmelin, 1789)                            | Colubridae   | Squamata   | LC              | Вид найбільше поширений в Добруджі, також трапляється в Олтенії, Мунтенії та Західній Молдові. Надає перевагу теплим та посушливим відкритим місцинам з чагарниковою рослинністю, узліссям, кам'янистим ділянкам. Також можна зустріти серед кам'яних руїн та на сільськогосподарських угіддях.         |            | [ 14 ] [ 18 ] [ 19 ]        |
| Полоз сарматський             | Elaphe sauromates (Pallas, 1811)                              | Colubridae   | Squamata   | LC              | Рідкісна змія, що трапляється тільки в південно-східній частині Румунії (Добруджа (інколи полоза називають «драконом Добруджі») та подекуди в Західній Молдові). Мешкає у степах, полюбляє місцини неподалік води. Часто трапляється поблизу людського житла.                                           |            | [ 20 ] [ 21 ] [ 22 ]        |
| Полоз ескулапів               | Zamenis longissimus Laurenti, 1768                            | Colubridae   | Squamata   | LC              | Може траплятися на території всієї країни, але найчастіше — в Добруджі, Банаті та Апусенах. Полюбляє ліси та лісові галявини, лісисті передгір'я, скелі, кам'яні руїни, закинуті кар'єри. Також можна зустріти і у вологих місцинах: поблизу водойм чи на болотах.                                      |            | [ 20 ] [ 23 ] [ 24 ]        |
| Ящірка лучна                  | Darevskia praticola (Eversmann, 1834)                         | Lacertidae   | Squamata   | NT              | У Румунії ящірка може трапитися у південних районах (південь Добруджі, Банату, Олтенії). Наявна популяція біля Деви. Мешкає серед рідколісся, на луках, серед зрубів, на лісових галявинах. |            | [ 2 ] [ 3 ] [ 25 ]          |
| Ящурка піщана                 | Eremias arguta (Pallas, 1773)                                 | Lacertidae   | Squamata   | NT              | Трапляється в Добруджі, уздовж чорноморського узбережжя та у дельті Дунаю. Полюбляє піщані пляжі, степові ділянки та інші теплі рівнинні місцини з бідною рослинністю. |            | [ 26 ] [ 27 ] [ 28 ]        |
| Ящірка мурова                 | Podarcis muralis (Laurenti, 1768)                             | Lacertidae   | Squamata   | LC              | Ящірка трапляється вздовж Карпат, у тому числі і в Апусенах, та у меншій кількості — у Добруджі та поблизу Джурджу. Мешкає у посушливих місцинах: чагарниках, скелях, жорстві, кам'яних руїнах, на кам'яних стінах, насипах уздовж рейок, у фруктових садах, виноградниках.                             |            | [ 29 ] [ 30 ] [ 31 ] [ 32 ] |
| Ящірка кримська               | Podarcis tauricus (Pallas, 1814)                              | Lacertidae   | Squamata   | LC              | Ящірка трапляється у Добруджі, на півдні Олтенії, Мунтенії та Банату, а також на півночі Румунії, у районі Тисо-Дунайської низовини поблизу кордону з Угорщиною. Полюбляє відкриті посушливі місцини, такі як степи, чагарники, узлісся, заплави, поля, піщані береги.                                  |            | [ 33 ] [ 34 ]               |
| Ящірка прудка                 | Lacerta agilis Linnaeus, 1758                                 | Lacertidae   | Squamata   | LC              | Ящірка трапляється у всіх регіонах країни на висоті до 1400 м. Найбільше полюбляє місцини з добре розвиненим трав'яним покривом та кущами, наприклад галявини посеред лісу, гірські луки, рівнини, узлісся. Може зустрічатися у бідних на рослинність місцинах, а також у лісі.                         |            | [ 35 ] [ 36 ] [ 37 ]        |
|                               | Lacerta diplochondres Wettstein, 1952                         | Lacertidae   | Squamata   | —               | Ящірка поширена виключно в Добруджі. Полюбляє теплі місцини, часто трапляється на узліссях, у степу поблизу кущів та струмків, серед чагарників. |            | [ 38 ] [ 39 ] [ 40 ] [ 41 ] |
| Ящірка зелена                 | Lacerta viridis (Laurenti, 1768)                              | Lacertidae   | Squamata   | LC              | Трапляється на території всієї Румунії, від низин до нижнього поясу гір на висотах до 800 метрів. Мешкає серед рідколісся, на узліссях, серед вирубок, на галявинах, у чагарниках та фруктових садах.                                                                                                   |            | [ 42 ] [ 43 ]               |
| Ящірка живородна              | Zootoca vivipara (Lichstein, 1823)                            | Lacertidae   | Squamata   | LC              | Трапляється у всіх гірських регіонах країни. Наявні також рівнинні популяції на північному заході країни (поблизу угорського та українського кордонів). Полюбляє добре зволожені пустища, рідколісся, лісові галявини, гірські луки.                                                                    |            | [ 38 ] [ 44 ] [ 45 ]        |
| Вуж звичайний                 | Natrix natrix (Linnaeus, 1758)                                | Natricidae   | Squamata   | LC              | Поширений на території всієї країни, більше у її північній частині та Добруджі. Найчастіше трапляється поблизу водойм, у них та в інших вологих місцинах. Також можна побачити на піщаних берегах, у лісі, поблизу людського житла.                                                                     |            | [ 46 ] [ 47 ]               |
| Вуж водяний                   | Natrix tesselata (Laurenti, 1768)                             | Natricidae   | Squamata   | LC              | Поширена по всій країні. Мешкає у різних водоймах: річках, озерах, ставках, болотах, каналах. Зазвичай оселяється у прісній воді, хоча часом трапляється у солонуватій. Вкрай рідко змію можна зустріти далеко від водойми (під час міграції, наприклад).                                               |            | [ 48 ] [ 49 ] [ 50 ]        |
| Коротконіжка європейська      | Ablepharus kitaibelii (Bibron et Bory de Saint-Vincent, 1833) | Scincidae    | Squamata   | LC              | Ящірка поширена в Добруджі та на півдні Румунії — в Олтенії та Мунтенії. Її можна зустріти на лісових галявинах, луках, південних схилах, серед чагарників. Мешкає у лісовій підстилці. |            | [ 33 ] [ 51 ]               |
| Гадюка носата                 | Vipera ammodytes (Linnaues, 1758)                             | Viperidae    | Squamata   | LC              | Наявні дві окремі популяції: підвид V. a. amodytes мешкає в південно-західній частині країни (південні Апусени, Олтенія, Банат), а підвид V. a. montadoni — в Добруджі. Полюбляє кам'янисті береги річок, скелі, чагарники, широколистяні ліси.                                                         |            | [ 48 ] [ 52 ] [ 53 ]        |
| Гадюка звичайна               | Vipera berus (Linnaues, 1758)                                 | Viperidae    | Squamata   | LC              | Гадюка поширена в гірських регіонах Румунії. Полюбляє лісові галявини, гірські луки, рідколісся та вирубки, чагарники вище межі лісу. Також може траплятися поблизу боліт. |            | [ 54 ] [ 55 ] [ 56 ]        |
| Гадюка лучна                  | Vipera ursinii (Bonaparte, 1835)                              | Viperidae    | Squamata   | VU              | Наявні два підвиди — V. u. rakosinensis та V. u. moldavica. Перший підвид трапляється в Трансильванії, а другий — уздовж Дунаю та у його дельті. Обидва підвиди люблять теплі місцини: чагарники, піщані ділянки, рідколісся, відслонення вапняків.                                                     |            | [ 57 ] [ 58 ] [ 59 ]        |
| Черепаха болотна              | Emys orbicularis (Linnaues, 1758)                             | Emydidae     | Testudines | NT              | Черепаха поширена по всій країні, проте спостерігається тенденція до зменшення її популяції. Найбільше полюбляє порослі очеретом чи іншою рослинністю водойми зі слабкою течією (ставки, озера, болота), проте трапляється й у водоймах інших типів.                                                    |            | [ 35 ] [ 60 ] [ 61 ]        |
| Червоновуха черепаха звичайна | Trachemys scripta (Thunberg in Schoepff, 1792)                | Emydidae     | Testudines | NA              | Черепаха реєструється у багатьох водоймах Румунії (Дунай, Димбовіца, Сомеш, Муреш, Олт). Є природним конкурентом E. orbicularis, оскільки проживає у тих самих оселищах, у яких живе автохтонний вид.                                                                                                   |            | [ 60 ] [ 62 ] [ 63 ]        |
| Черепаха середземноморська    | Testudo graeca Linnaeus, 1758                                 | Testudinidae | Testudines | VU              | У Румунії відома тільки в Добруджі. Черепаха полюбляє посушливі та відкриті місцини, трапляється серед чагарників, на піщаних та галькових берегах, узліссях, пасовищах, у степах, широколистяних лісах, серед рідколісь, у сільськогосподарських угіддях.                                              |            | [ 64 ] [ 65 ] [ 66 ] [ 67 ] |
| Черепаха балканська           | Testudo hermanni Gmelin, 1789                                 | Testudinidae | Testudines | NT              | Поширена у південно-західній частині країни, у районі Банатських гір. Уникає надмірної вологості, полюбляє чагарники, галявини та інші відкриті місцини, які оточені лісом. Також трапляється на узліссях. Може заповзати на ділянки, які використовуються людиною — у виноградники, на поля, пасовища. |            | [ 64 ] [ 68 ] [ 69 ] [ 70 ] |

#### Потенційно нові, сумнівні або випадкові плазуни
| Українська назва         | Біноміальна назва                                      | Родина      | Ряд        | Статус ЄЧС/МСОП | Пояснення | Зображення | Виноски             |
| Жовтопуз безногий        | Pseudopus apodus (Pallas, 1775)                        | Anguidae    | Squamata   | LC              | Потенційно може заселити Румунію, оскільки трапляється поблизу румунсько-болгарського кордону. |            | [ 71 ] [ 72 ]       |
| Гекон кримський          | Mediodactylus danilewskii (Strauch, 187)               | Gekkonidae  | Squamata   | —               | Трапляється у Болгарії, дуже близько до кордону з Румунією, тому його заселення майбутньому цілком імовірне. Окрім того описані зустірчі в Бухаресті,                                                                          |            | [ 6 ] [ 73 ]        |
| Стінна ящірка італійська | Podarcis siculus (Rafinesque, 1810)                    | Lacertidae  | Squamata   | LC              | З'являються дані щодо інтродукції ящірки в Бухаресті та Албі-Юлії. |            | [ 74 ] [ 75 ]       |
| Гадюка лісостепова       | Vipera nikolskii Vedmederja, Grubant et Rudajewa, 1986 | Viperidae   | Squamata   | –               | Точне розповсюдження по країні невідоме. Центральне Молдовське плато, гірські місцини Димбовіци та Вилчі — ті регіони, у яких описані особини цього виду (як меланістичні, так і немеланістичні). Полюбляє широколистяні ліси. |            | [ 54 ] [ 4 ] [ 76 ] |
| Гадюка степова           | Vipera renardi (Cristoph, 1861)                        | Viperidae   | Squamata   | VU              | Певний час особин, знайдених в дельті Дунаю, описували як V. renardi або як гібриди V. renardi та V. u. rakosinensis. Згодом цих особин віднесли до V. u. moldavica.                                                           |            | [ 58 ] [ 77 ]       |
| Каретта звичайна         | Caretta caretta (Linnaues, 1758)                       | Cheloniidae | Testudines | VU              | Єдина особина в акваторії Румунії була виловлена у 1967 році поблизу Констанци. |            | [ 78 ] [ 79 ]       |

## Галерея карт розповсюдження
|  | New Records = Нові знахідки (1990 — 2013 роки) |  | Old Records = Старі знахідки (до 1990 року) |

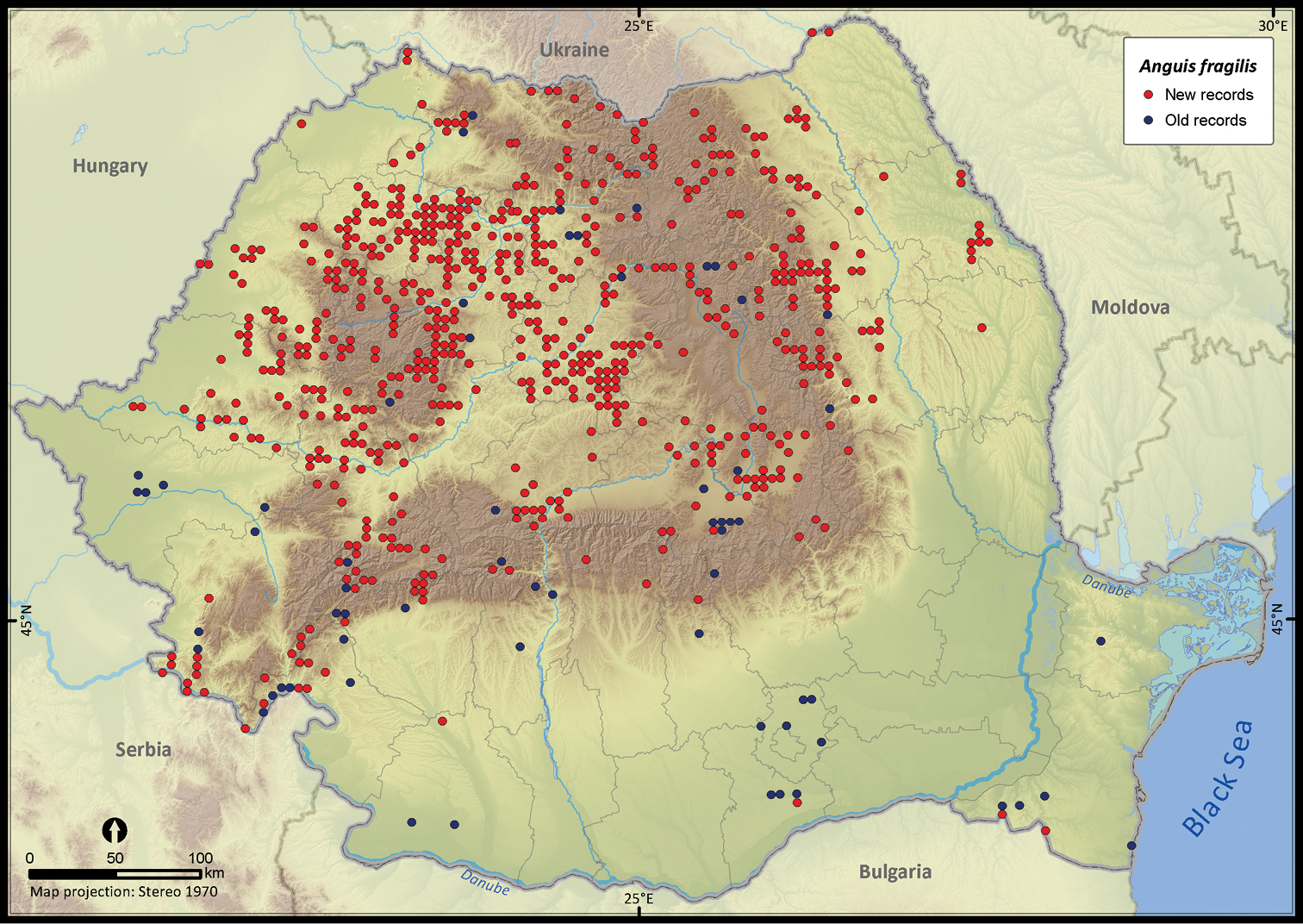
Веретільниця східна
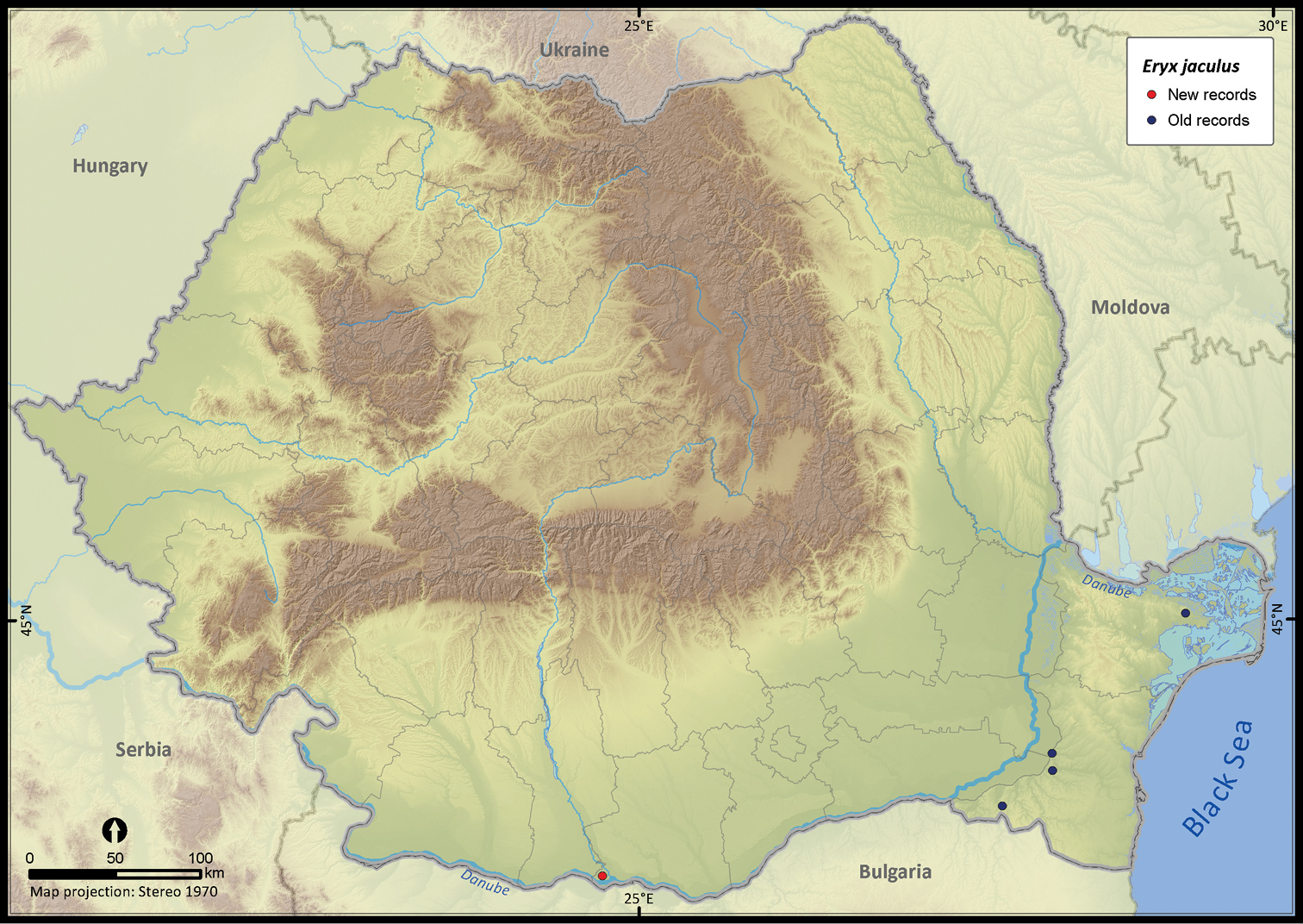
Eryx jaculus
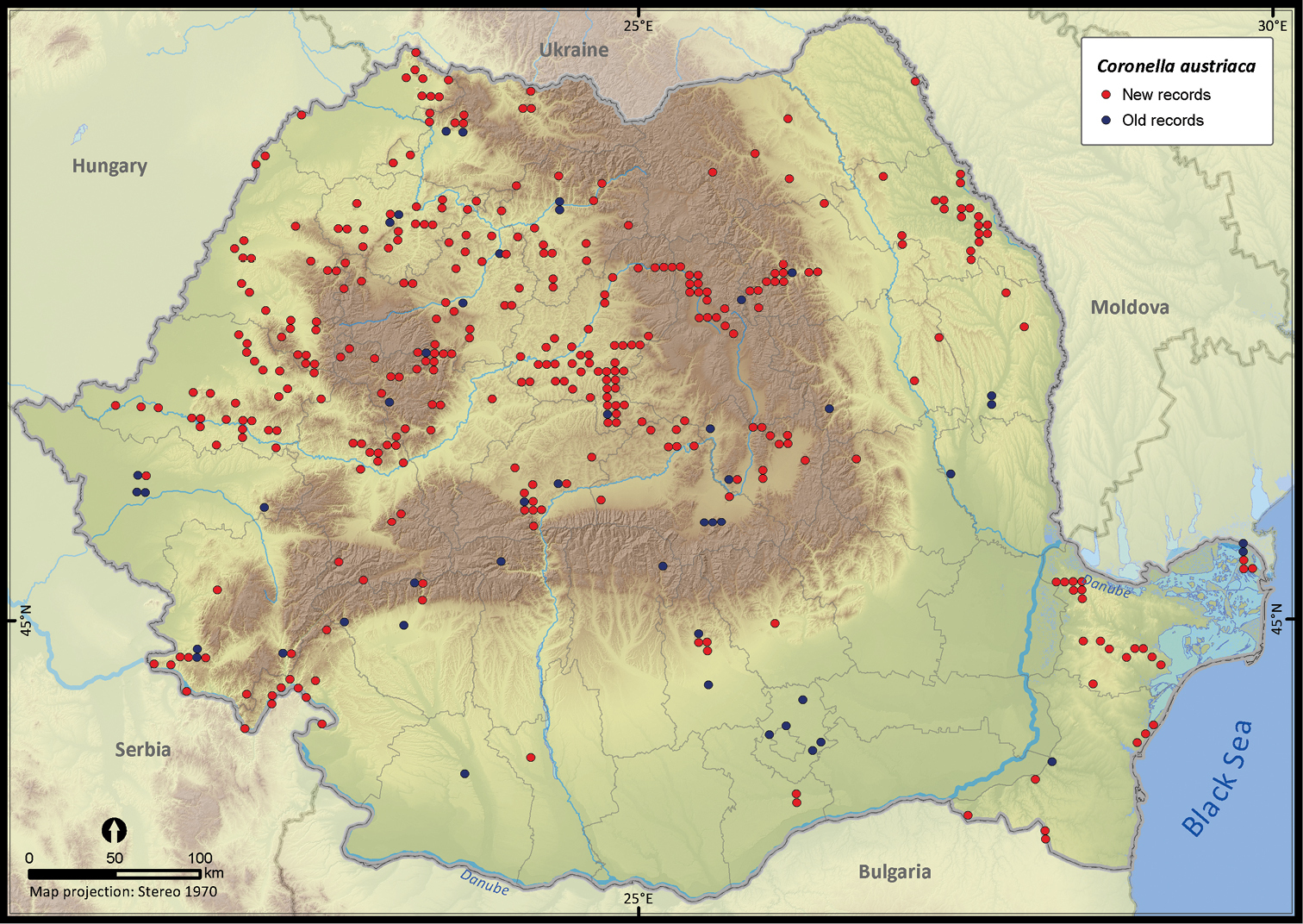
Мідянка звичайна
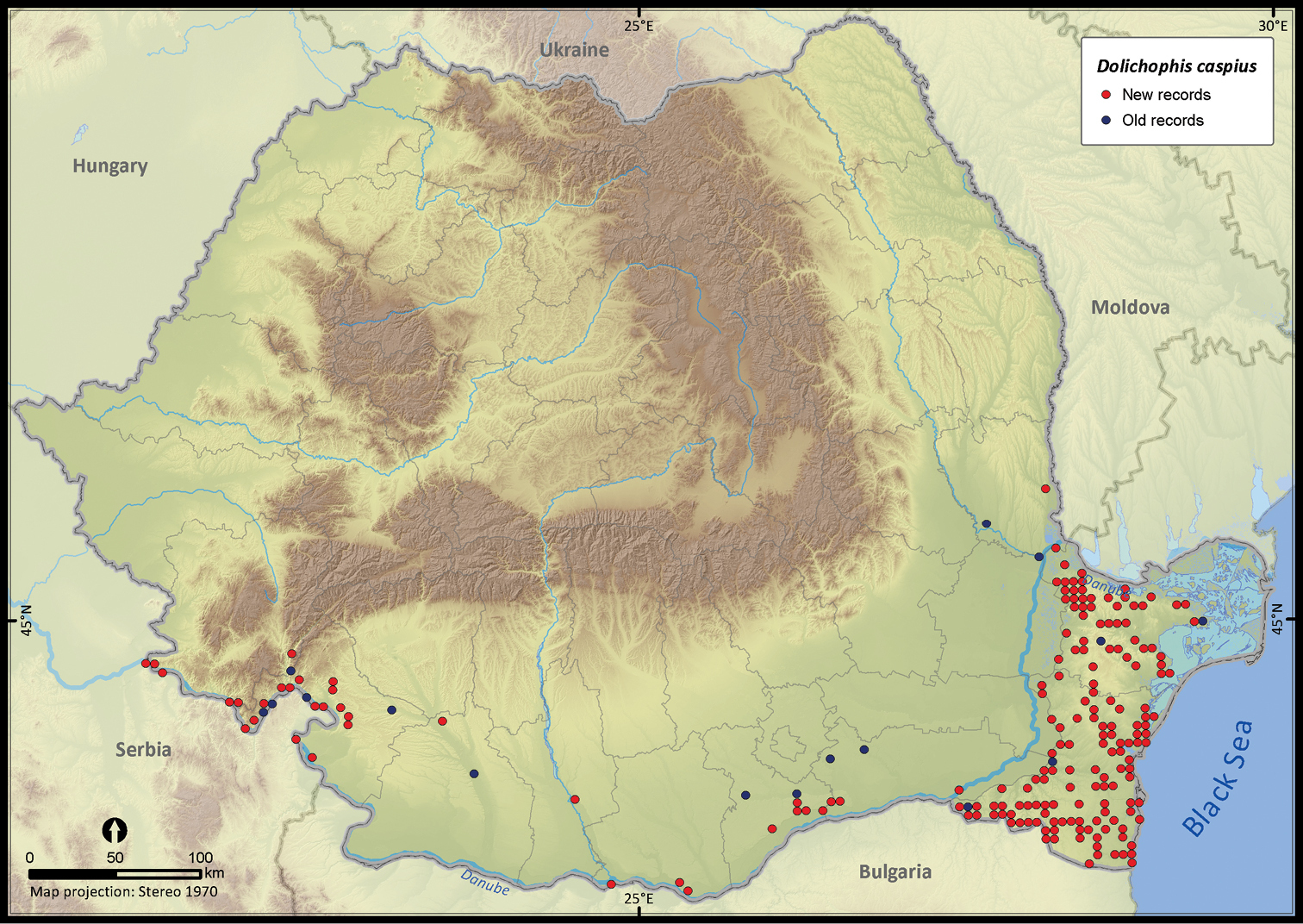
Полоз жовточеревий
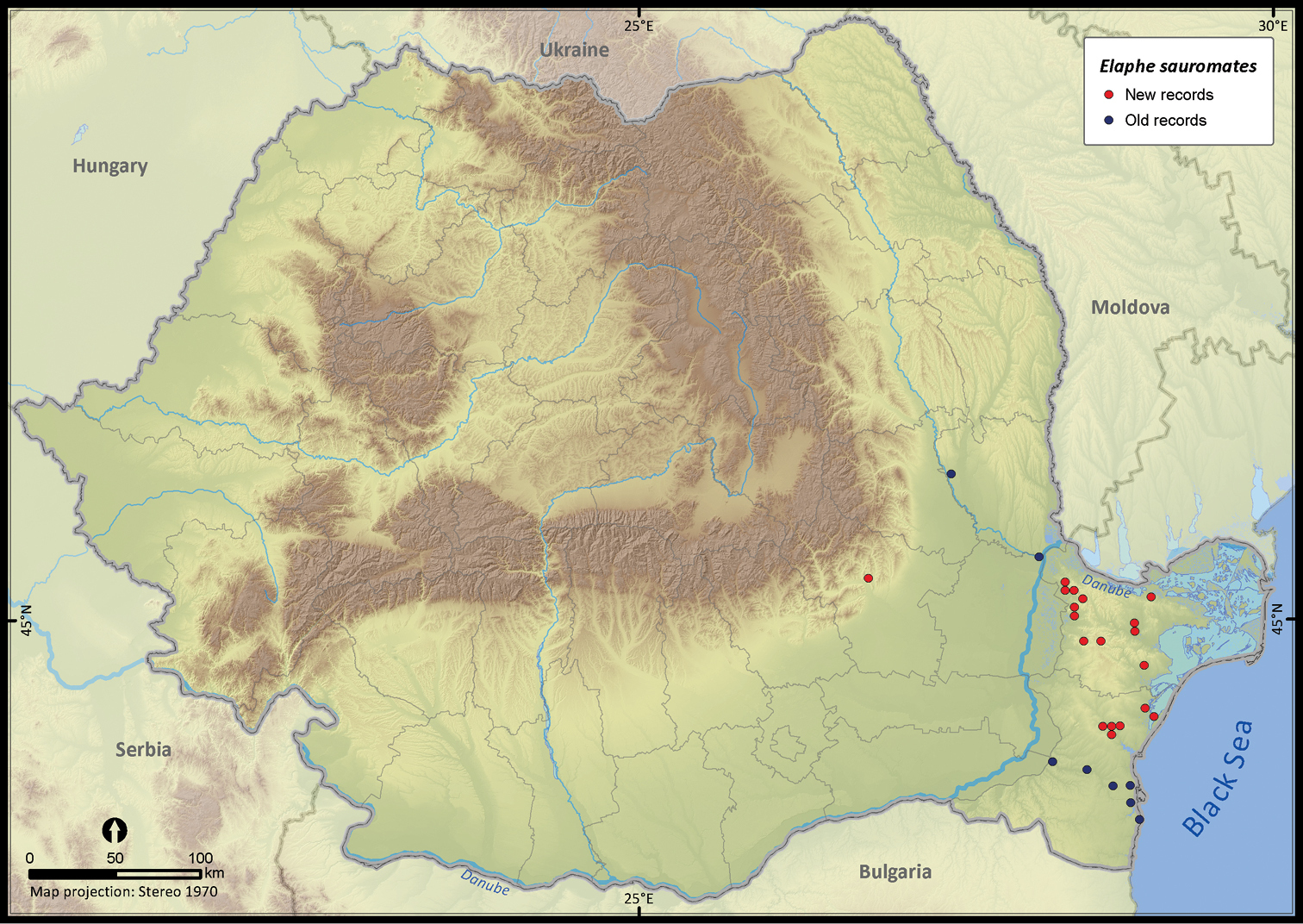
Полоз сарматський
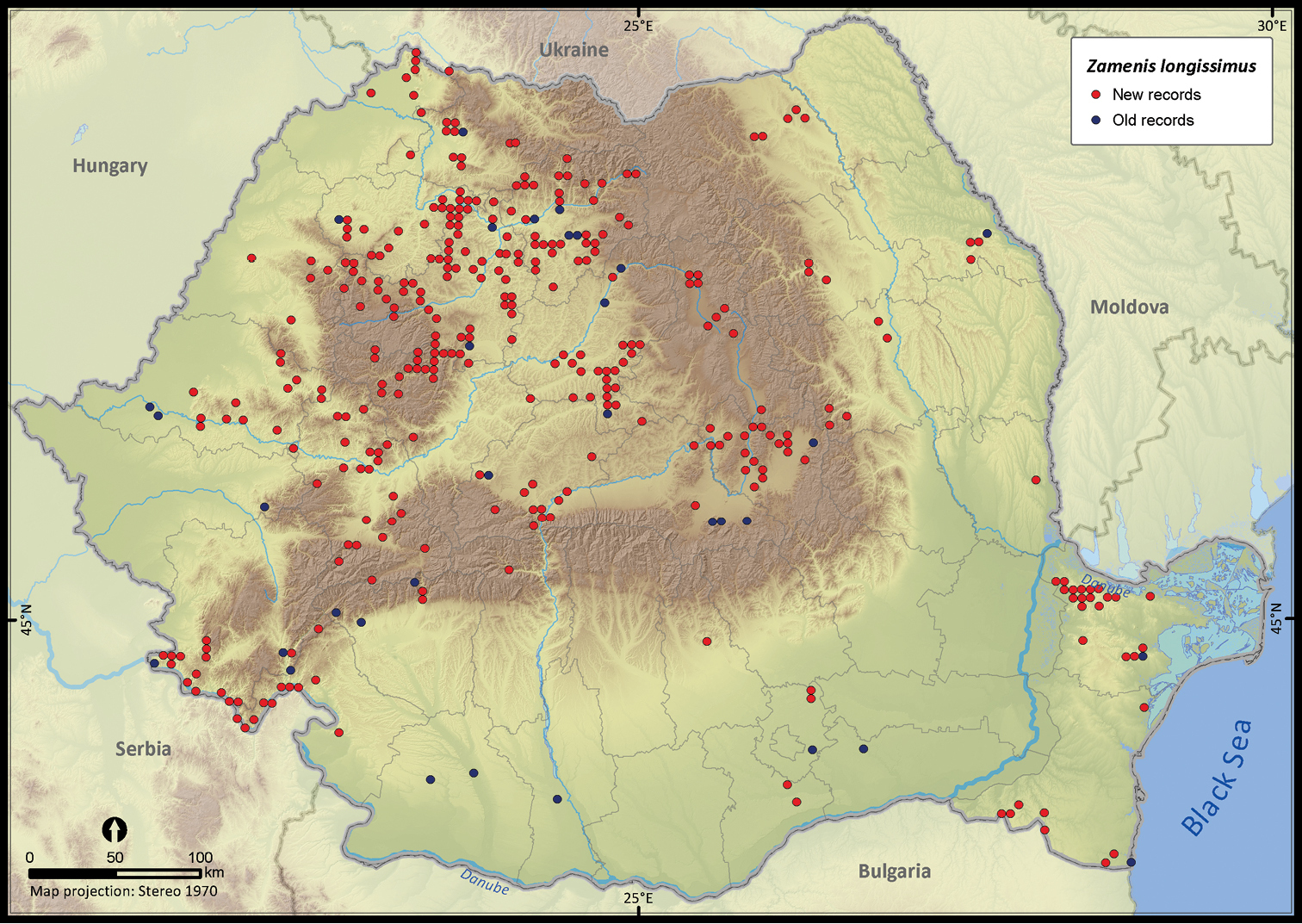
Полоз ескулапів
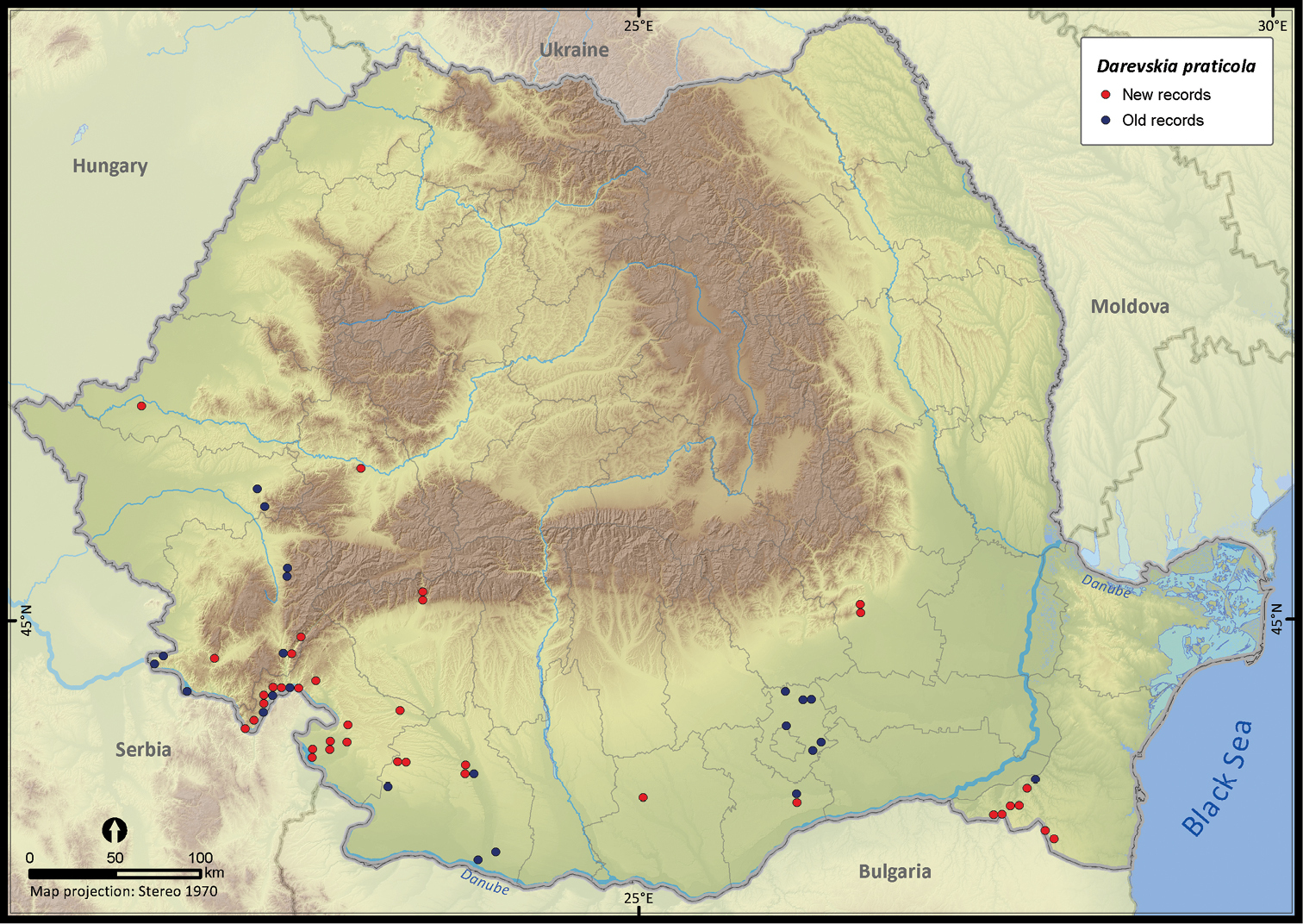
Darevskia praticola
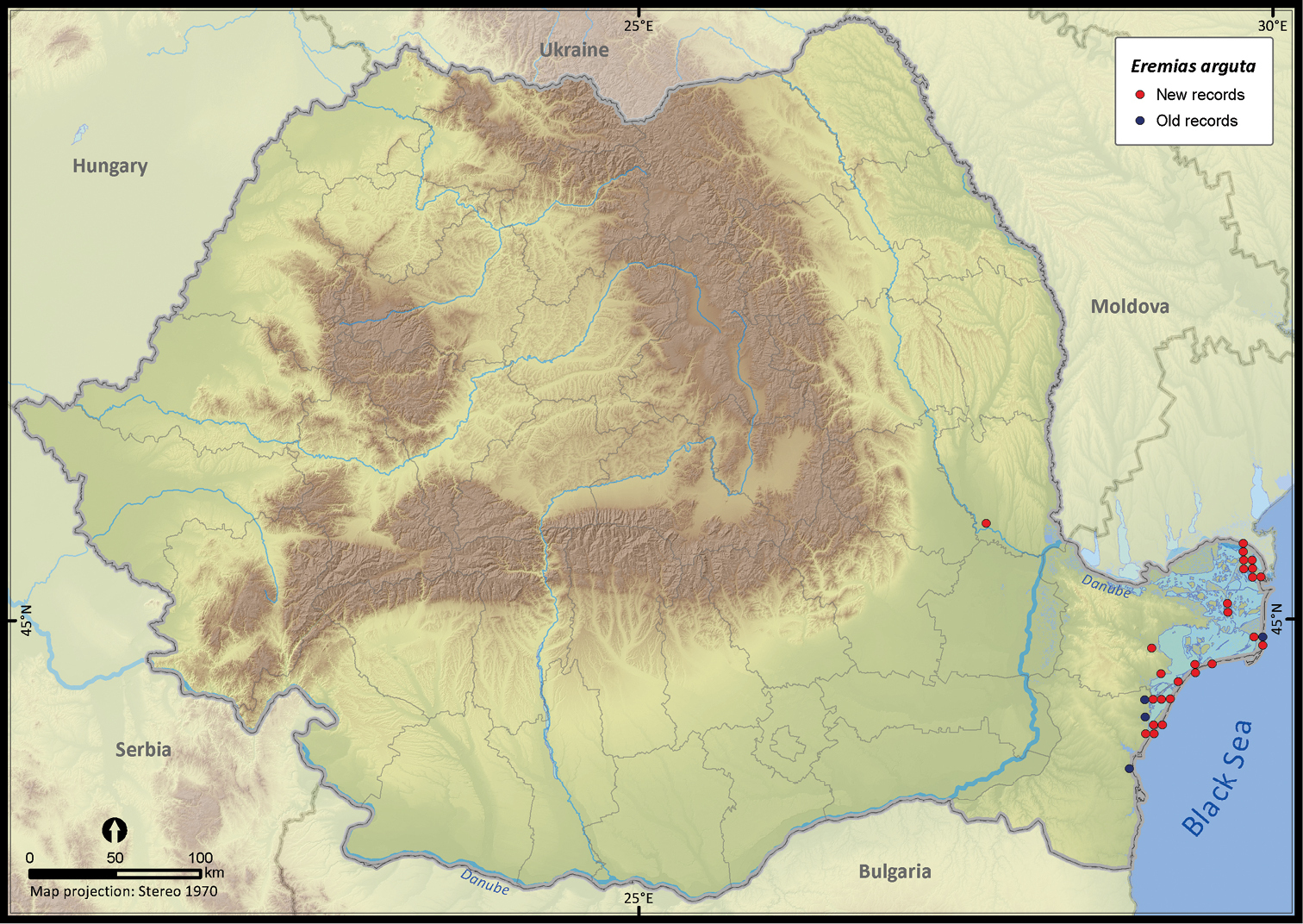
Ящурка піщана
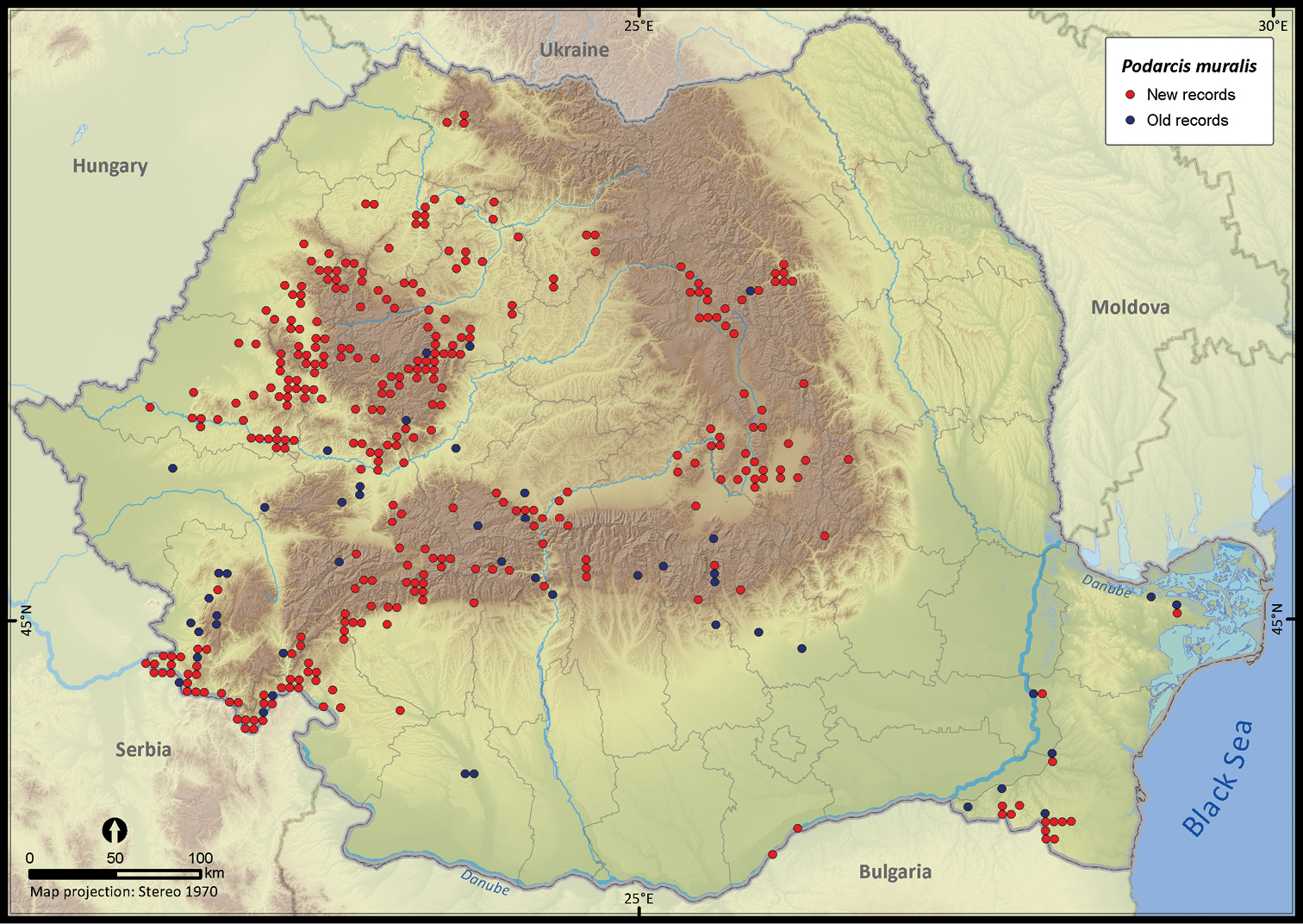
Ящірка мурова
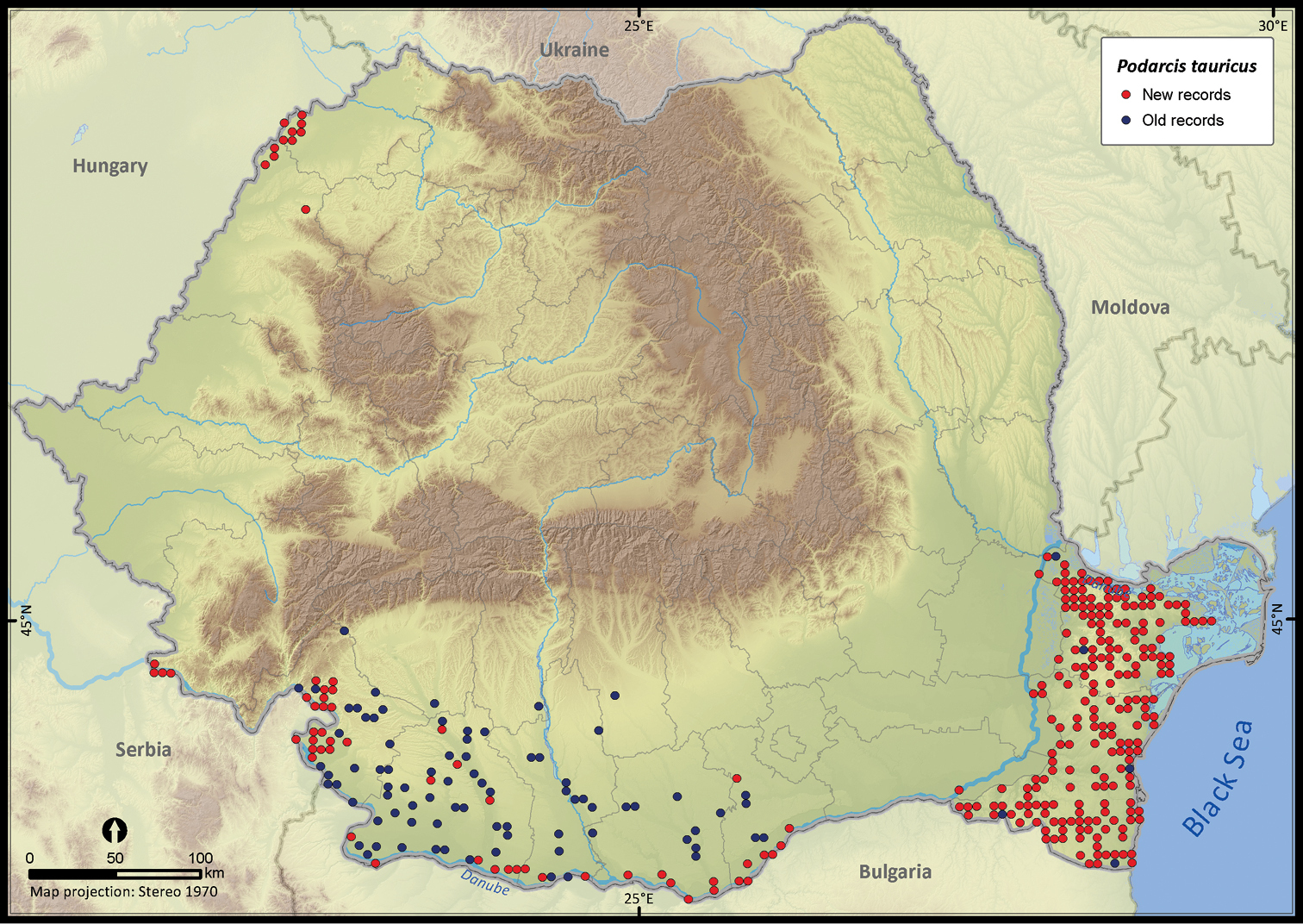
Ящірка кримська
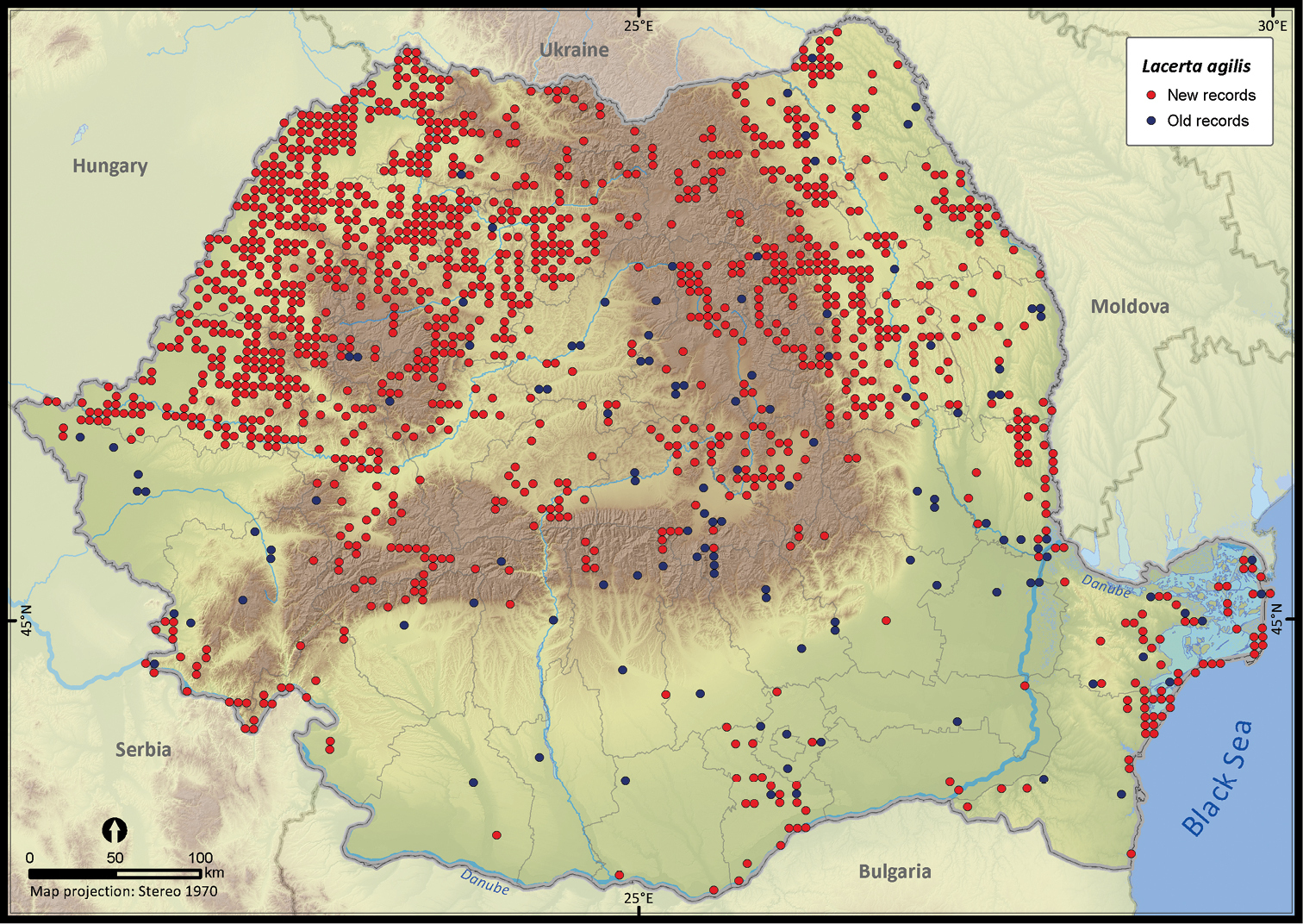
Ящірка прудка
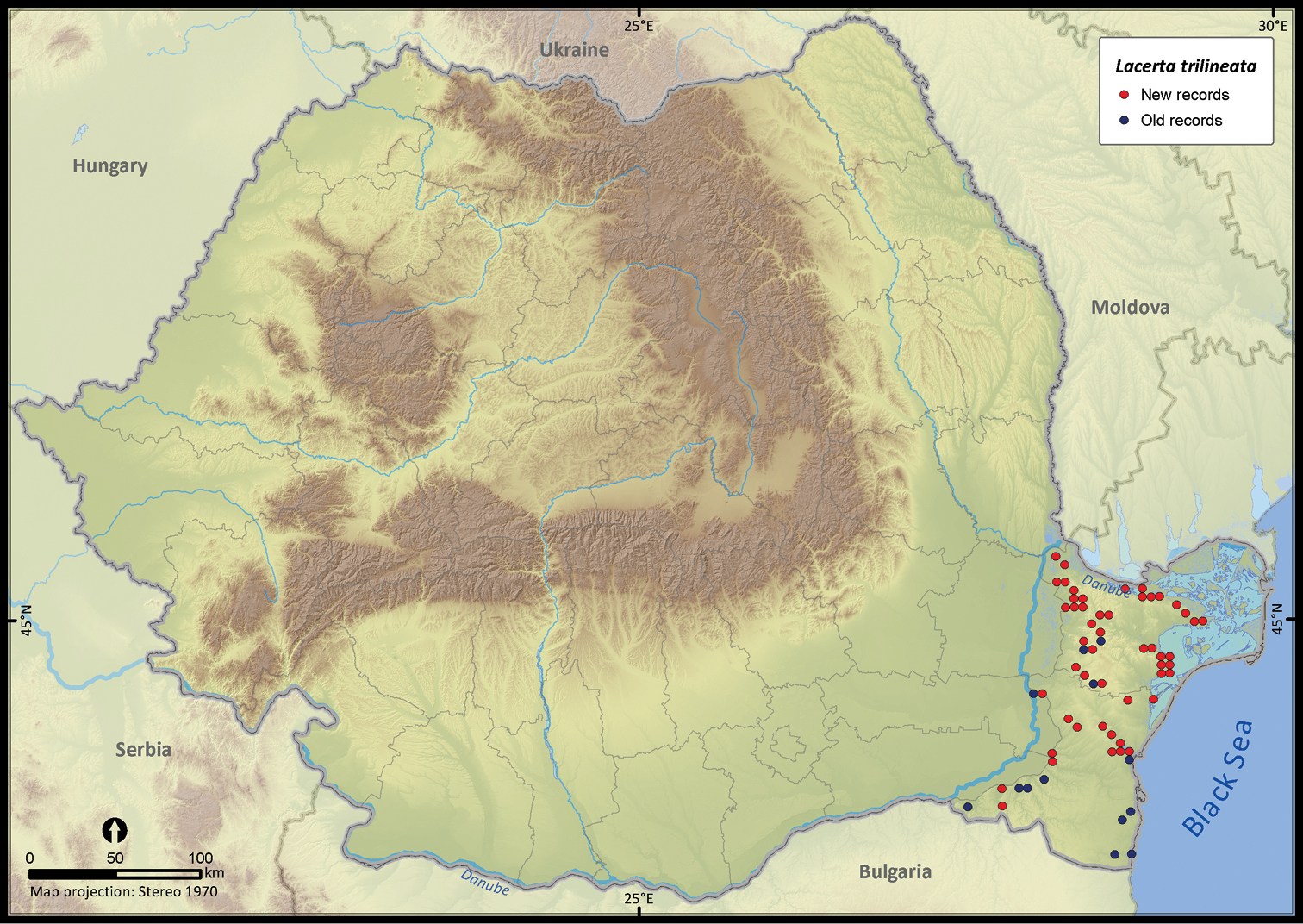
Lacerta trilineata
Ящірка зеленаЯщірка зелена
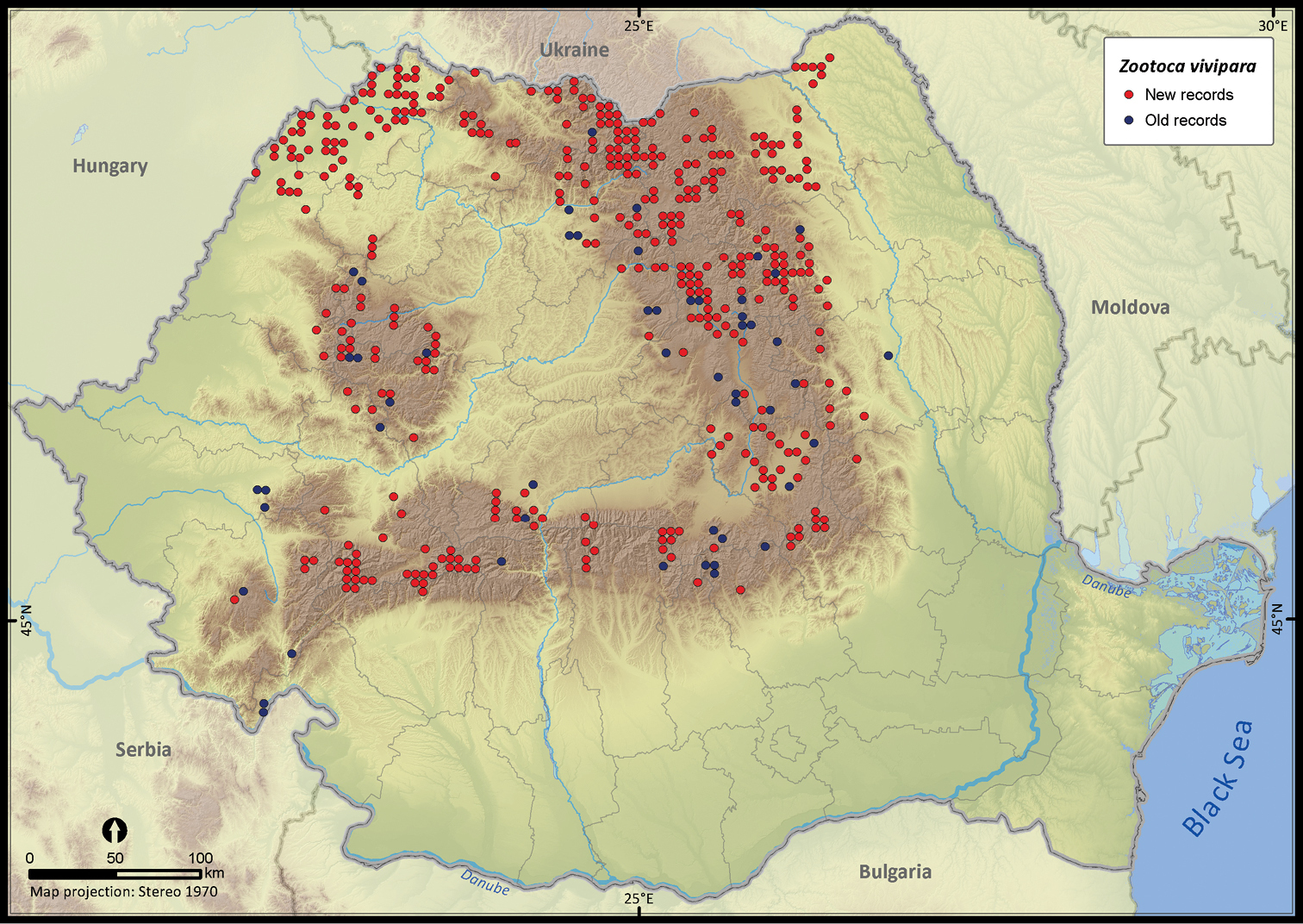
Ящірка живородна
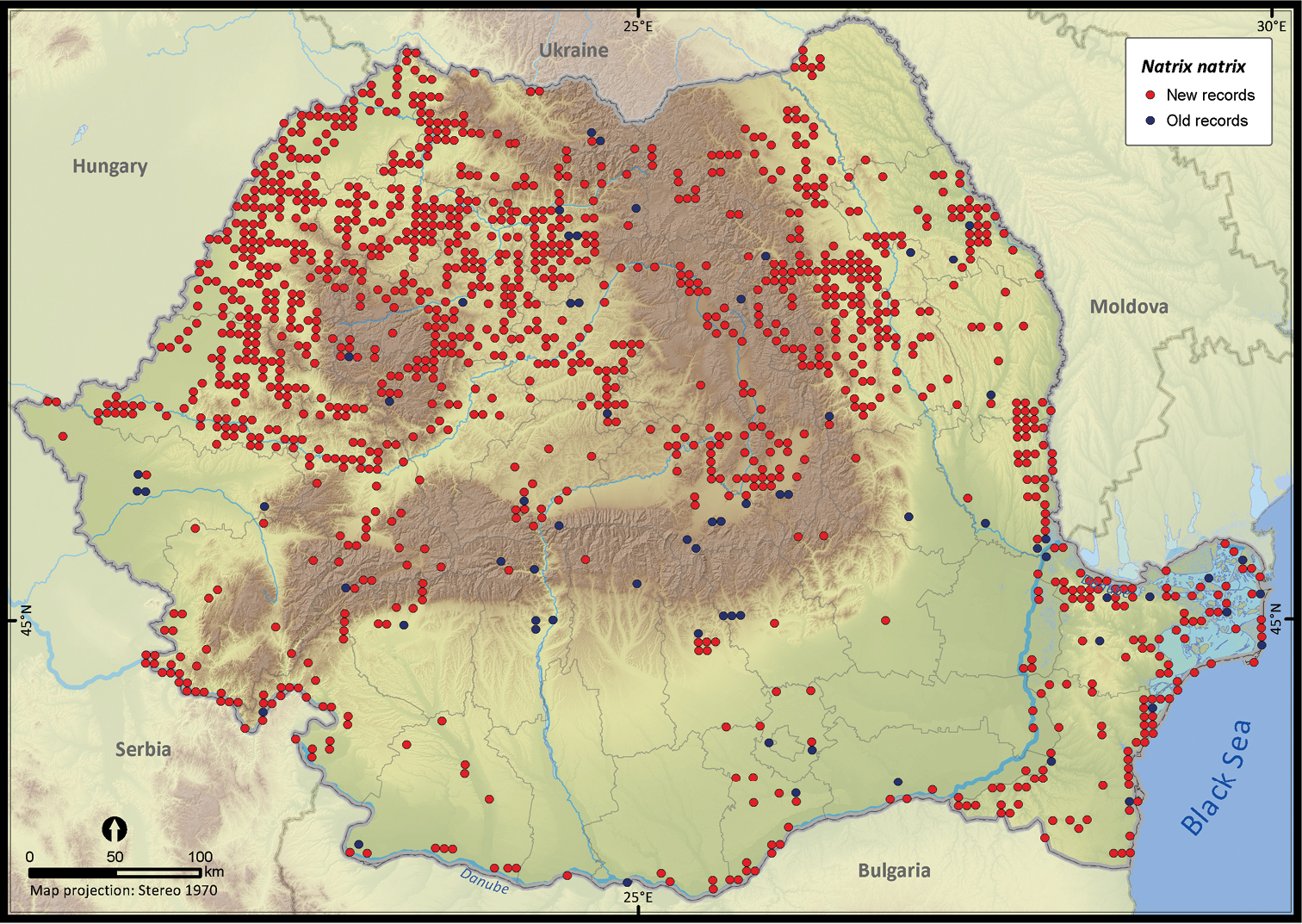
Вуж звичайний
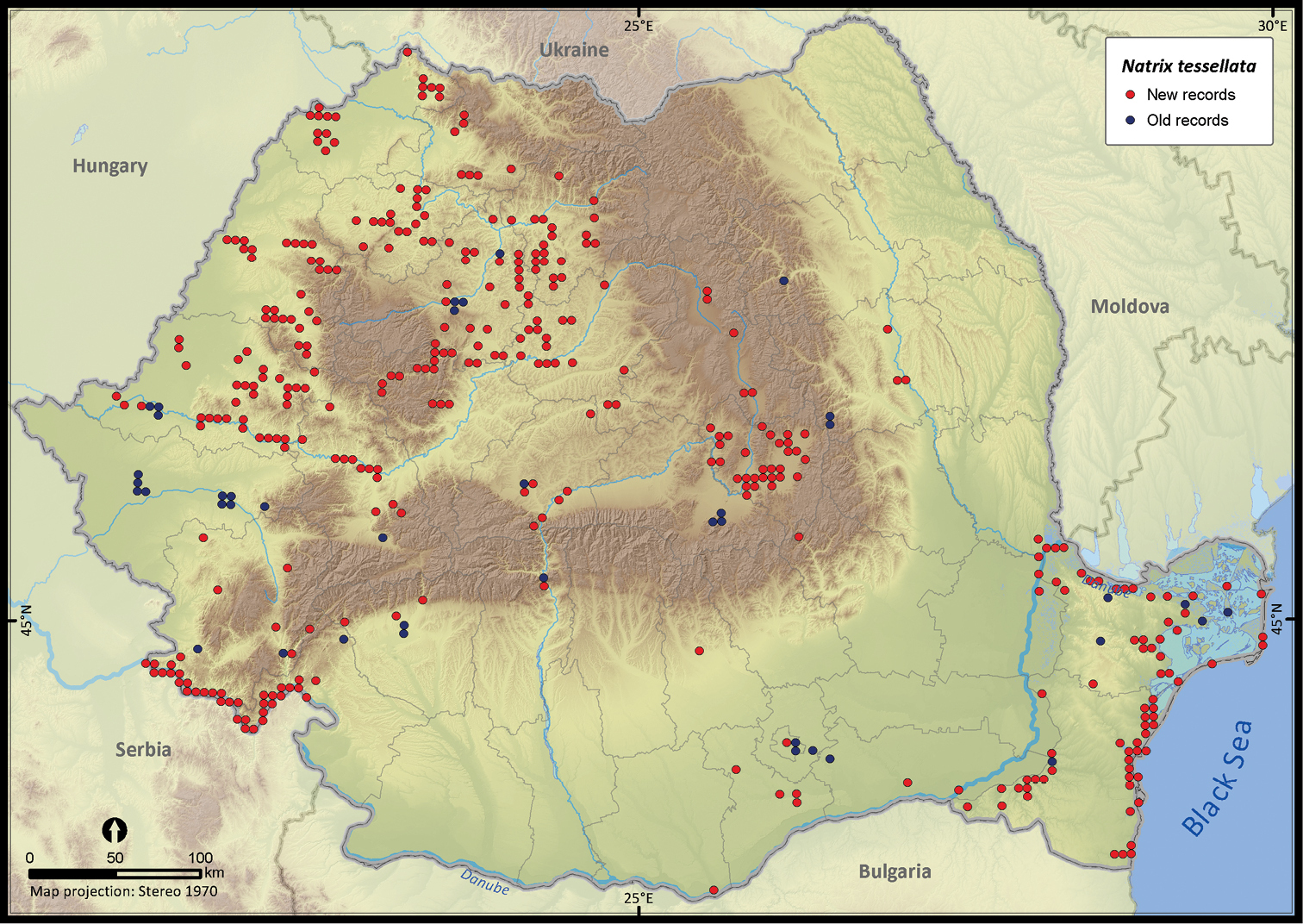
Вуж водяний
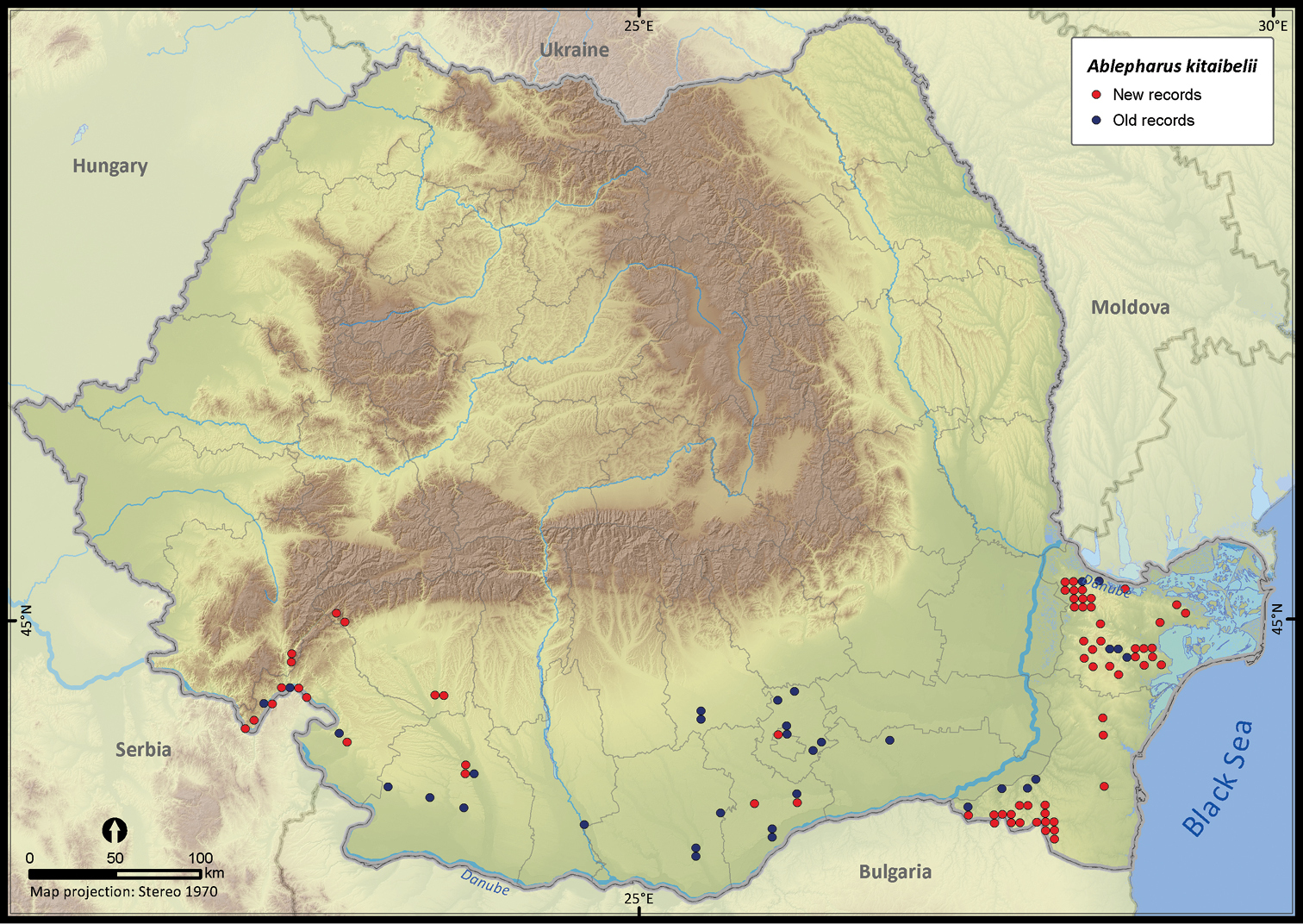
Гологолов європейський
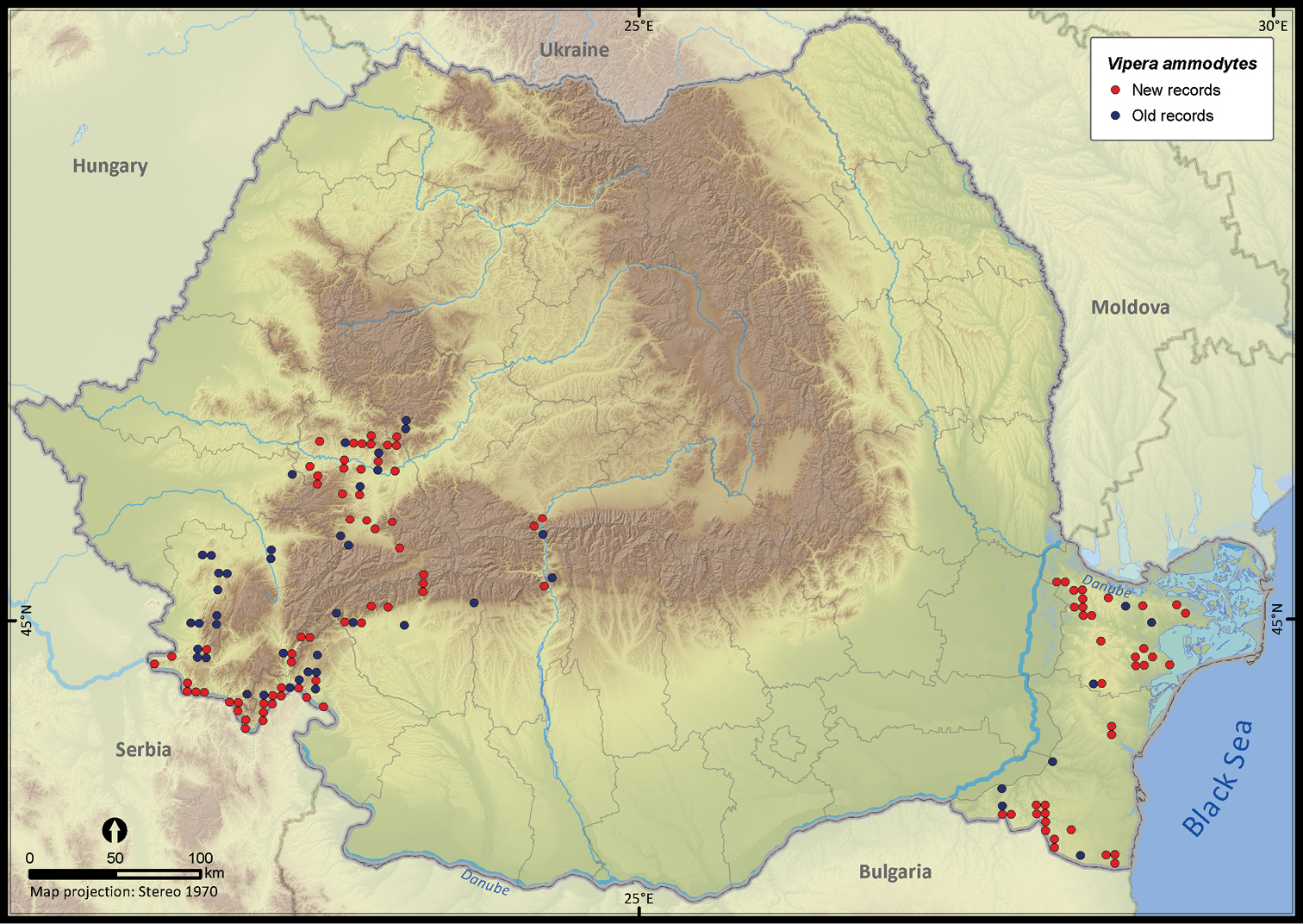
Vipera ammodytes
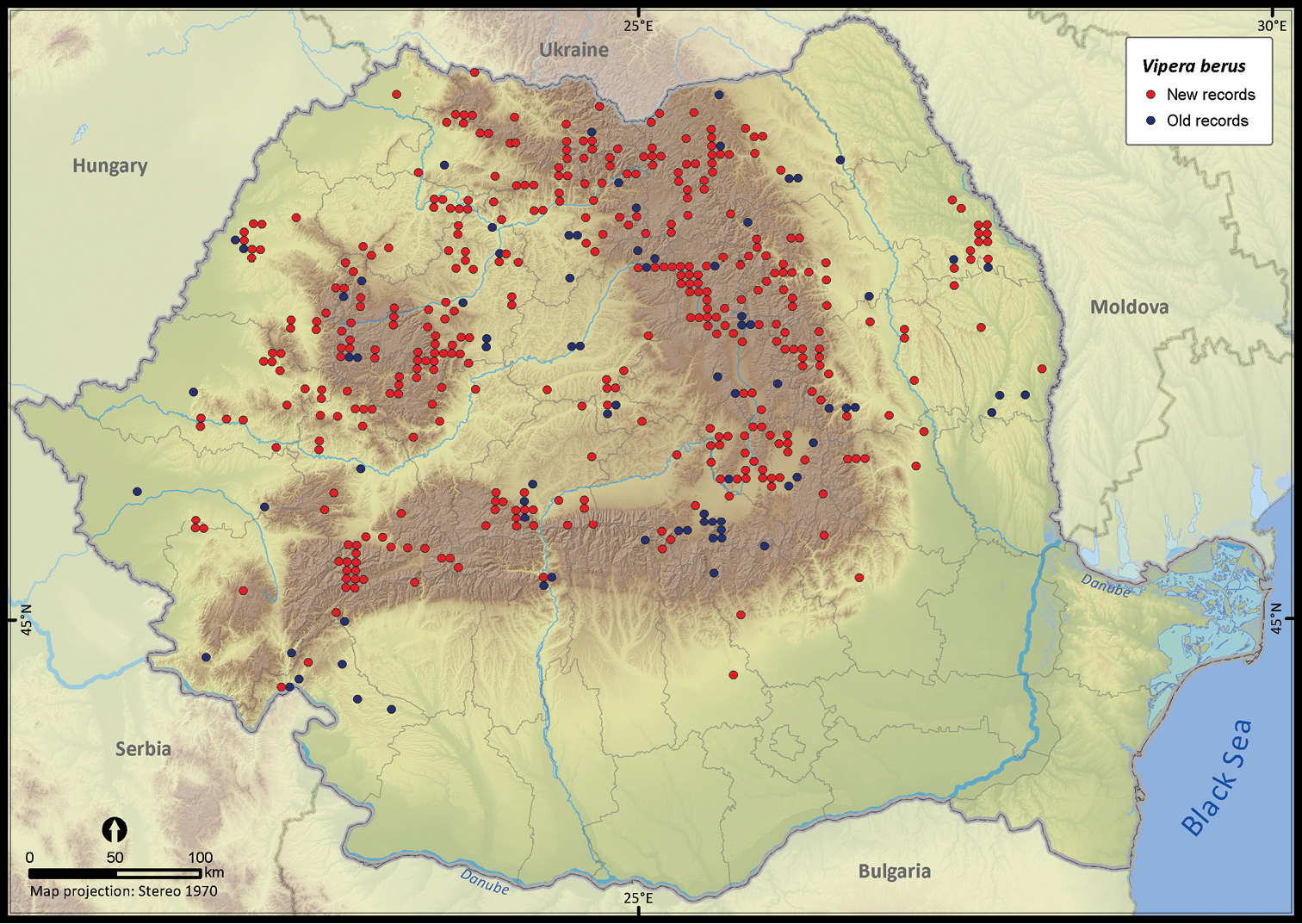
Гадюка звичайна
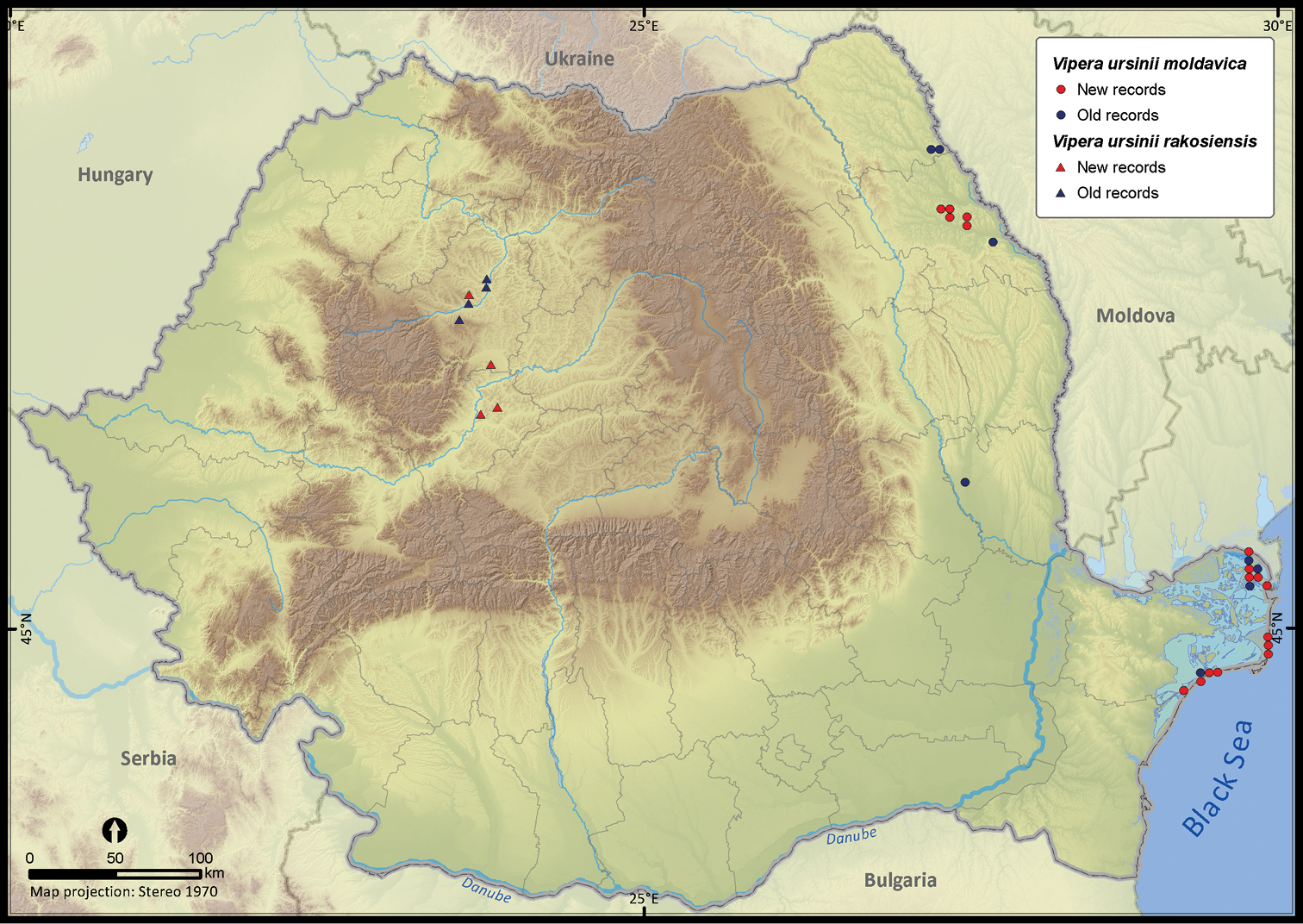
Vipera ursinii
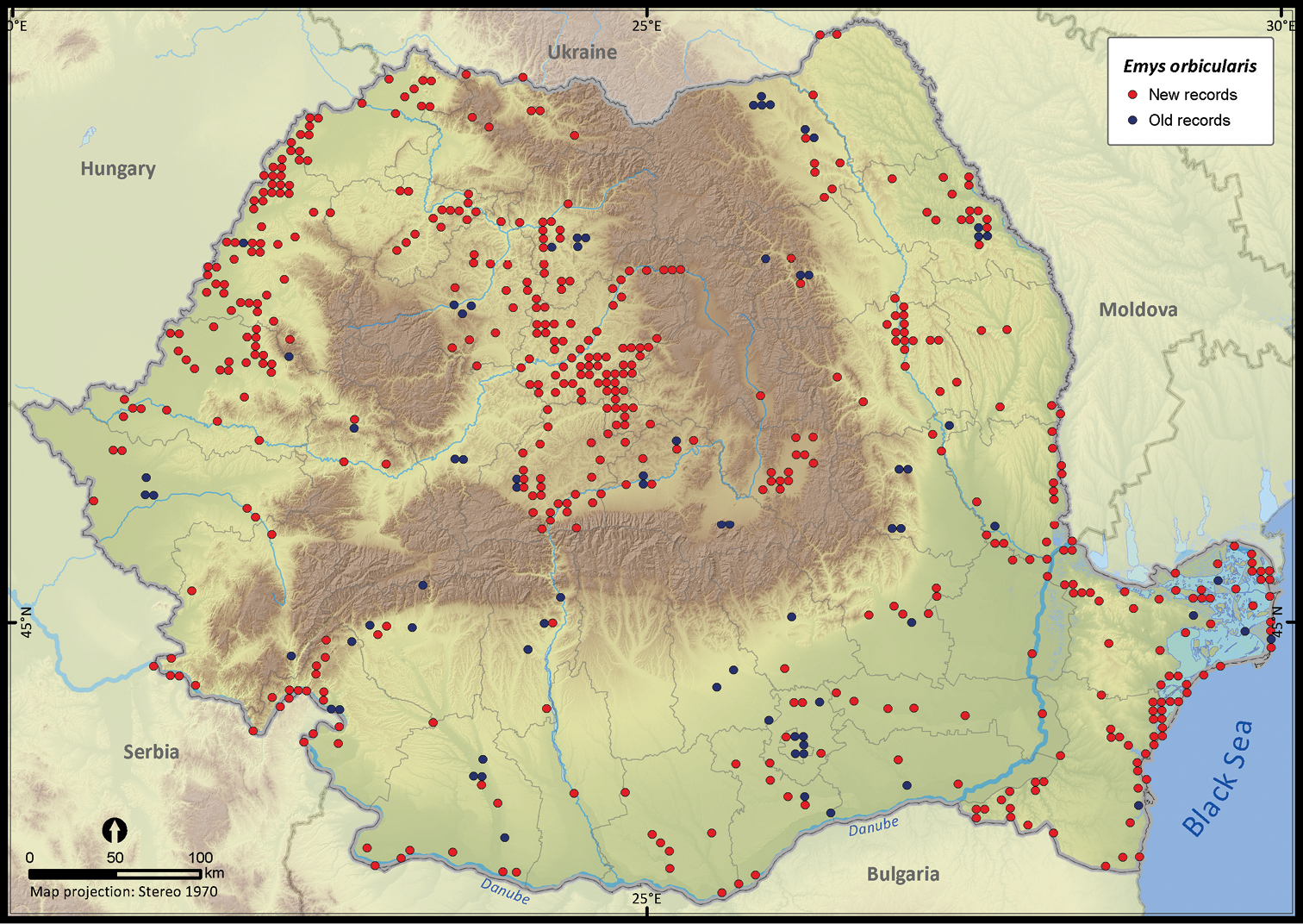
Черепаха болотна
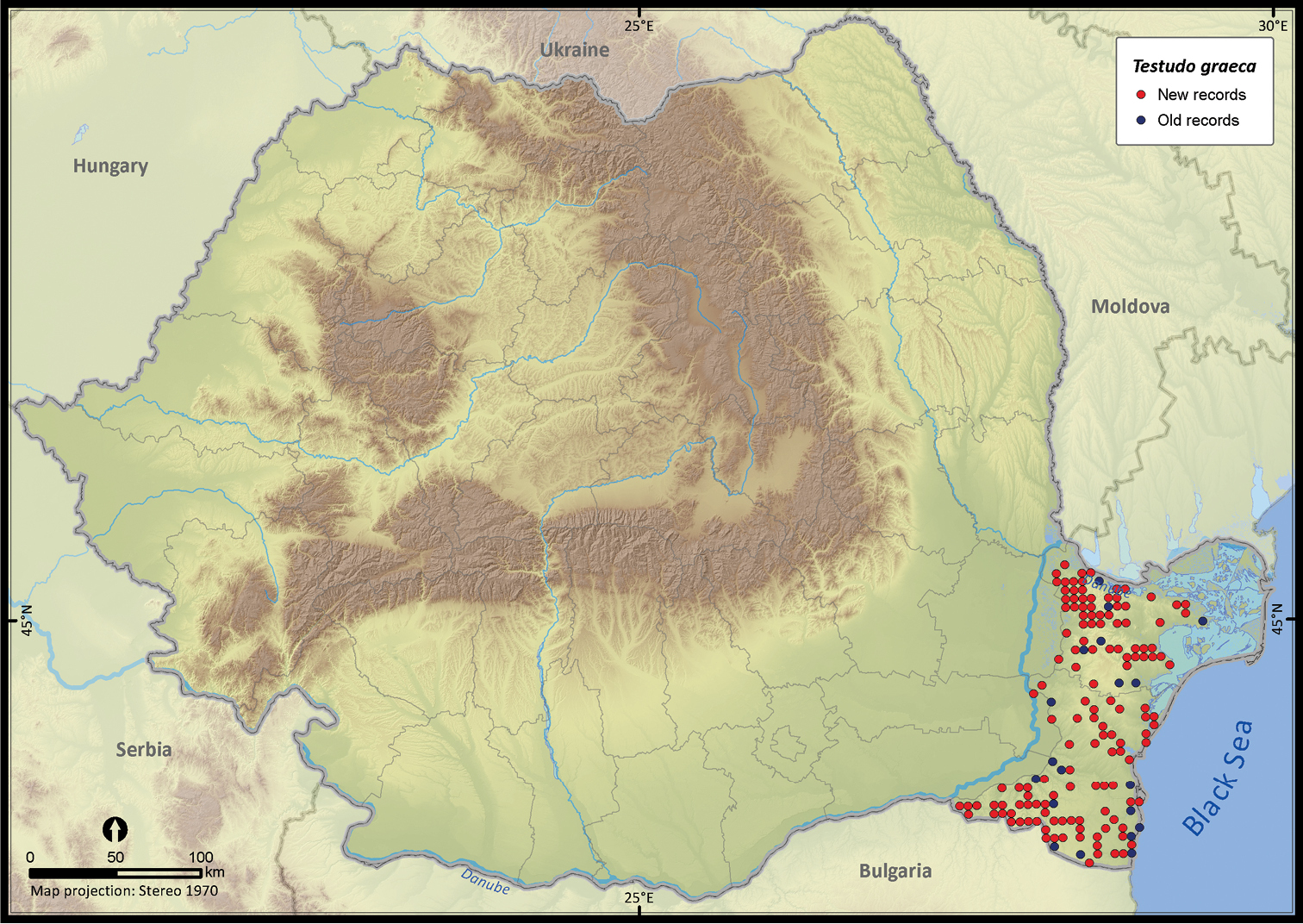
Черепаха середземноморська
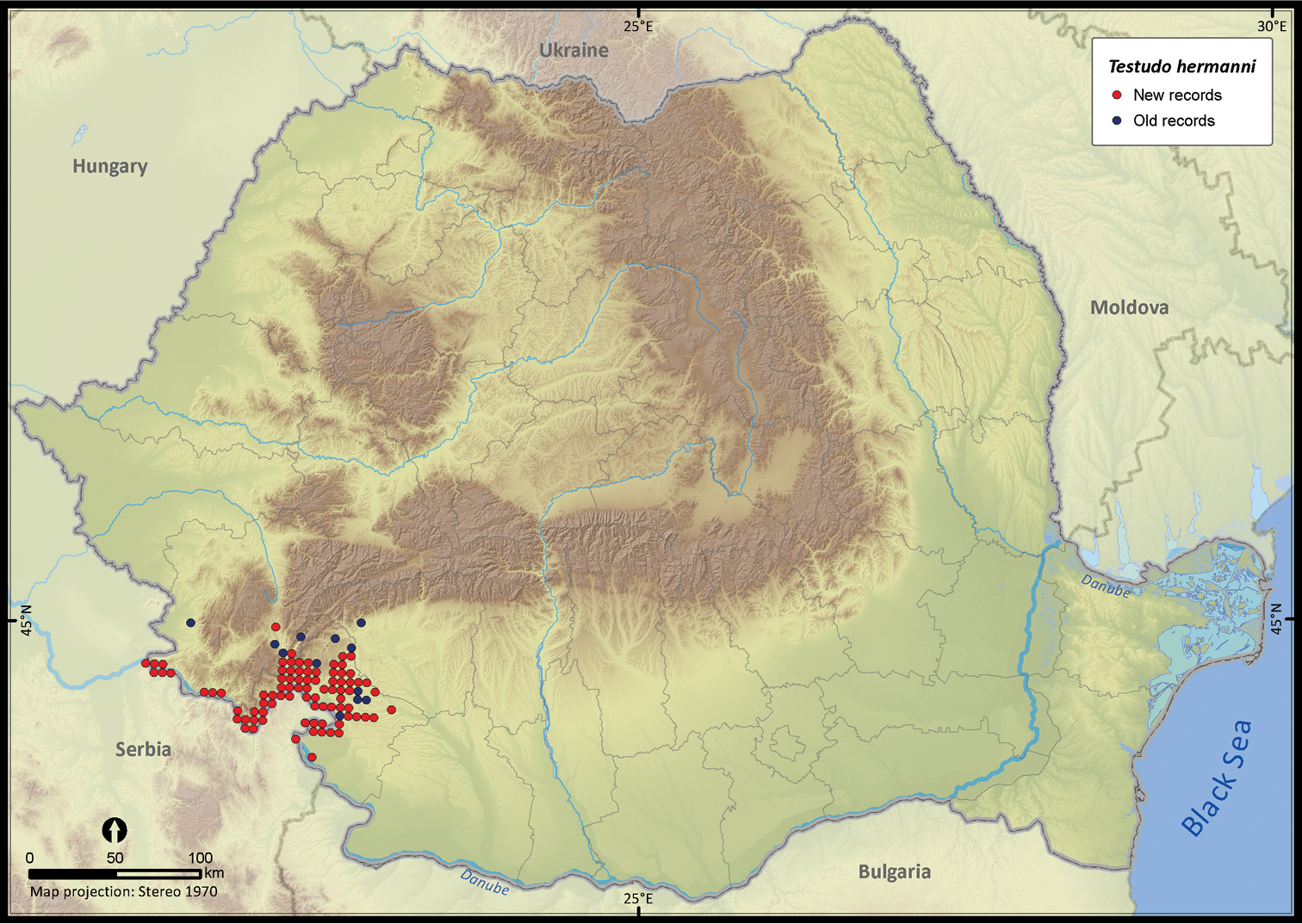
Testudo hermanni

## Виноски та коментарі

### Виноски
1. ↑  Jeroen Speybroeck, Wouter Beukema, Christophe Dufresnes, Uwe Fritz, Daniel Jablonski, Petros Lymberakis, Iñigo Martínez-Solano, Edoardo Razzetti, Melita Vamberger, Miguel Vences, Judit Vörös, Pierre-André Crochet (2020). Species list of the European herpetofauna – 2020 update by the Taxonomic Committee of the Societas Europaea Herpetologica. Amphibia-Reptilia (англ.): 1—51. doi:10.1163/15685381-bja10010. Архів оригіналу за 8 травня 2020. Процитовано 30 липня 2021.
2. 1 2  Gherghel, I., Strugariu, A., Sahlean, T., Stefanscu, A. (2010). New Romanian distribution record for Darevskia praticola pontica (LANTZ & CYRÉN, 1919) at its north-western range limit (PDF). Herpetozoa. 23 (3-4): 91—93. Архів (PDF) оригіналу за 5 березня 2016. Процитовано 29 лютого 2016.
3. 1 2  Ovidiu Gaceu, Ioana Josan (2013). Note on the occurrence of Darevskia pontica (Reptilia) north of the Mureş River, in Metaliferi Mountains, western Romania (PDF). North-Western Journal of Zoology. 9 (2): 450—452. Архів (PDF) оригіналу за 7 березня 2016. Процитовано 29 лютого 2016.
4. 1 2  Oleksandr Zinenko, Vladimir Turcanu, Alexandru Strugariu (2010). Distribution and morphological variation ofVipera berus nikolskiiVedmederja, Grubant et Rudaeva, 1986 in Western Ukraine,The Republic of Moldova and Romania. Amphibia-Reptilia. 31: 51—67. Архів оригіналу за 31 липня 2017. Процитовано 5 березня 2016.
5. 1 2  Václav Gvoždík,  David Jandzik, Petros Lymberakis,  Daniel Jablonski, Jiří Moravec (2010). Slow worm, Anguis fragilis (Reptilia: Anguidae) as a species complex: Genetic structure reveals deep divergences (PDF). Molecular Phylogenetics and Evolution. 55: 460—472. doi:10.1016/j.ympev.2010.01.007. Архів (PDF) оригіналу за 2 серпня 2015.(англ.)
6. 1 2  Dan Cogălniceanu, Laurentiu Rozylowicz, Paul Székely, Ciprian Samoilă, Florina Stănescu, Marian Tudor, Diana Székely, Ruben Iosif (2013). Diversity and distribution of reptiles in Romania (PDF). ZooKeys (англ.). 341: 49—76. doi:10.3897/zookeys.341.5502. Архів (PDF) оригіналу за 1 вересня 2020. Процитовано 5 березня 2016.{{cite journal}}:  Обслуговування CS1: Сторінки із непозначеним DOI з безкоштовним доступом (посилання)
7. ↑  Romania's Biodiversity at Risk (PDF). МСОП. Архів оригіналу (PDF) за 5 березня 2016. Процитовано 5 березня 2016. [Архівовано 2016-03-05 у Wayback Machine.]
8. ↑  Alexandre Iftime, Oane Iftime (2013). Contributions to the Knowledge Regarding the Distribution and Ecology of the Herpetofauna of Ţarcu Massif (Southern Carpathians, Romania). Travaux du Muséum National d’Histoire Naturelle “Grigore Antipa”. 56 (1): 81—92. doi:10.2478/travmu-2013-0006.
9. ↑  Severus D. Covaciu-Marcov, Alfred Ş. Cicort-Lucaciu, Ovidiu Gaceu, István Sas, Sara Ferenti, Horia Vlad Bogdan (2009). The herpetofauna of the south-western part of Mehedinţi County, Romania. North-Western Journal of Zoology. 5 (1): 142—164.
10. ↑  Загороднюк І., Коробченко М. Раритетна фауна Луганщини: хребетні
першочергової уваги. — Луганськ : ШИКО, 2014. — С. 82. — ISBN 978-966-492-282-8.
11. ↑  Török, 2013, с. 20.
12. ↑  Sand boa (Eryx jaculus) (англ.). Herpeto Life. 27 грудня 2014. Архів оригіналу за 3 грудня 2015. Процитовано 3 грудня 2015. [Архівовано 2015-12-03 у Wayback Machine.]
13. ↑  Aram Agasyan, Aziz Avci, Boris Tuniyev, Jelka Crnobrnja Isailovic, Petros Lymberakis, Claes Andrén, Dan Cogalniceanu, John Wilkinson, Natalia Ananjeva, Nazan Üzüm, Nikolai Orlov, Richard Podloucky, Sako Tuniyev, Uğur Kaya, Roberto Sindaco, Wolfgang Böhme, Philippe Geniez, Jose Antonio Mateo Miras, Yehudah Werner, Ahmad Mohammed Mousa Disi, Riyad Sadek, Ibrahim Baran, Petros Lymberakis, Rastko Ajtic, Bogoljub Sterijovski, Sherif Baha El Din, László Krecsák. Eryx jaculus (англ.). МСОП. Архів оригіналу за 8 грудня 2015. Процитовано 3 грудня 2015.
14. 1 2  Török, 2013, с. 16.
15. ↑  Smooth snake (Coronella austriaca) (англ.). Herpeto Life. 18 жовтня 2014. Архів оригіналу за 3 грудня 2015. Процитовано 3 грудня 2015. [Архівовано 2015-12-03 у Wayback Machine.]
16. ↑  Jelka Crnobrnja Isailovic, Rastko Ajtic, Milan Vogrin, Claudia Corti, Valentin Pérez Mellado, Paulo Sá-Sousa, Marc Cheylan, Juan Pleguezuelos, Alexander Westerström, Cornelius C. De Haan, Varol Tok, Bartosz Borczyk, Bogoljub Sterijovski, Benedikt Schmidt. Coronella austriaca (англ.). МСОП. Архів оригіналу за 19 червня 2015. Процитовано 3 грудня 2015.
17. ↑  Alexandru STRUGARIU, Andrei BUTNARU, Iulian GHERGHEL, Tiberiu C. SAHLEAN (2007). First record of the Smooth Snake (Coronella austriaca, Laurentus, 1768) in Botoşani County (Romania). Biharean Biologist (англ.). 2: 64—67.
18. ↑  Caspian Whip Snake (Dolichophis caspius) (англ.). Herpeto Life. 16 вересня 2014. Архів оригіналу за 4 грудня 2015. Процитовано 4 грудня 2015. [Архівовано 2015-12-04 у Wayback Machine.]
19. ↑  Aram Agasyan, Aziz Avci, Boris Tuniyev, Jelka Crnobrnja Isailovic, Petros Lymberakis, Claes Andrén, Dan Cogalniceanu, John Wilkinson, Natalia Ananjeva, Nazan Üzüm, Nikolai Orlov, Richard Podloucky, Sako Tuniyev, Uğur Kaya, Wolfgang Böhme, Petros Lymberakis, Rastko Ajtic, Varol Tok, Ismail H. Ugurtas, Murat Sevinç, Pierre-André Crochet, Idriz Haxhiu, Bogoljub Sterijovski. Dolichophis caspius (англ.). МСОП. Архів оригіналу за 8 грудня 2015. Процитовано 4 грудня 2015.
20. 1 2  Török, 2013, с. 17.
21. ↑  Blotched snake (Elaphe sauromates) (англ.). Herpeto Life. 10 квітня 2014. Архів оригіналу за 5 грудня 2015. Процитовано 5 грудня 2015. [Архівовано 2015-12-04 у Wayback Machine.]
22. ↑  Aram Agasyan, Aziz Avci, Boris Tuniyev, Petros Lymberakis, Claes Andrén, Dan Cogalniceanu, John Wilkinson, Natalia Ananjeva, Nazan Üzüm, Nikolai Orlov, Richard Podloucky, Sako Tuniyev, Uğur Kaya, Wolfgang Böhme, Roberto Sindaco. Elaphe sauromates (англ.). Архів оригіналу за 19 червня 2015. Процитовано 5 грудня 2015.
23. ↑  Aesculapian snake (Zamenis longissimus) (англ.). Herpeto Life. 6 травня 2014. Архів оригіналу за 4 грудня 2015. Процитовано 4 грудня 2015. [Архівовано 2015-12-04 у Wayback Machine.]
24. ↑  Aram Agasyan, Aziz Avci, Boris Tuniyev, Jelka Crnobrnja Isailovic, Petros Lymberakis, Claes Andrén, Dan Cogalniceanu, John Wilkinson, Natalia Ananjeva, Nazan Üzüm, Nikolai Orlov, Richard Podloucky, Sako Tuniyev, Uğur Kaya, Wolfgang Böhme, Rastko Ajtic, Milan Vogrin, Claudia Corti, Valentin Pérez Mellado, Paulo Sá-Sousa, Marc Cheylan, Juan Pleguezuelos, Bartosz Borczyk, Benedikt Schmidt, Andreas Meyer. Zamenis longissimus (англ.). МСОП. Архів оригіналу за 27 вересня 2015. Процитовано 28 квітня 2015.
25. ↑  Aram Agasyan, Aziz Avci, Boris Tuniyev, Jelka Crnobrnja Isailovic, Petros Lymberakis, Claes Andrén, Dan Cogalniceanu, John Wilkinson, Natalia Ananjeva, Nazan Üzüm, Nikolai Orlov, Richard Podloucky, Sako Tuniyev, Uğur Kaya, Wolfgang Böhme, Rastko Ajtic, Varol Tok, Ismail H. Ugurtas, Murat Sevinç, Pierre-André Crochet, Hans Konrad Nettmann, László Krecsák. Darevskia praticola (англ.). МСОП. Архів оригіналу за 5 березня 2016. Процитовано 29 лютого 2016.
26. ↑  Nikolay A. Poyarkov jr., Valentina F. Orlova, Marina A. Chirikova (2014). The mitochondrial phylogeography and intraspecific taxonomy of the Steppe Racerunner, Eremias arguta (Pallas) (Lacertidae: Sauria, Reptilia), reflects biogeographic patterns in Middle Asia. Zootaxa. 3895 (2): 208—224. doi:10.11646/zootaxa.3895.2.4.
27. ↑  Iulian Gherghel, Alexandru Strugariu, Teodor Glavan (2007). Eremias arguta deserti (Reptilia: Lacertidae) is not extinct from Romanian Moldavia. North-Western Journal of Zoology. 3 (2): 115—120.
28. ↑  Aram Agasyan, Boris Tuniyev, Dan Cogalniceanu, John Wilkinson, Natalia Ananjeva, Nikolai Orlov. Eremias arguta (англ.). МСОП. Архів оригіналу за 19 червня 2015. Процитовано 13 лютого 2016.
29. ↑  Iulian Gherghel, Alexandru Strugariu, Tiberiu C. Sahlean, Oana Zamfirescu (2009). Anthropogenic impact or anthropogenic accommodation? Distribution range expansion of the common wall lizard (Podarcis muralis) by means of artificial habitats in the north-eastern limits of its distribution range. Acta Herpetologica. 4 (2): 183—189.
30. ↑  István Sas-Kovacz, Éva-Hajnalka Sas-Kovacz (2014). A non-invasive colonist yet: The presence of Podarcis muralis in the lowland course of Crişul Repede River (north-western Romania). North-Western Journal of Zoology. 10: 141—145.
31. ↑  Alexandru Strugariu, Iulian Gherghel, Ştefan R. Zamfirescu (2008). Conquering new ground: on the presence of Podarcis muralis (Reptilia: Lacertidae) in Bucharest, the capital city of Romania. Herpetologica Romanica. 2: 47—50.
32. ↑  Wolfgang Böhme, Valentin Pérez-Mellado, Marc Cheylan, Hans Konrad Nettmann, László Krecsák, Bogoljub Sterijovski, Benedikt Schmidt, Petros Lymberakis, Richard Podloucky, Roberto Sindaco, Aziz Avci. Podarcis muralis (англ.). МСОП. Архів оригіналу за 27 вересня 2015. Процитовано 13 лютого 2016.
33. 1 2  Török, 2013, с. 15.
34. ↑  Wolfgang Böhme, Petros Lymberakis, Rastko Ajtic, Varol Tok, Ismail H. Ugurtas, Murat Sevinç, Pierre-André Crochet, Idriz Haxhiu, László Krecsák, Bogoljub Sterijovski, Lymberakis, Jelka Crnobrnja Isailovic, Podloucky, Dan Cogalniceanu, Aziz Avci. Podarcis tauricus (англ.). МСОП. Архів оригіналу за 5 березня 2016. Процитовано 28 лютого 2016.
35. 1 2  Török, 2013, с. 12.
36. ↑  Szilárd Nemes, Milan Vogrin, Tibor Hartel, Kinga Öllerer (2006). Habitat selection at the sand lizard (Lacerta agilis): ontogenetic shifts. North-Western Journal of Zoology. 2 (1): 17—26.
37. ↑  Aram Agasyan, Aziz Avci, Boris Tuniyev, Petros Lymberakis, Claes Andrén, Dan Cogalniceanu, John Wilkinson, Natalia Ananjeva, Nazan Üzüm, Nikolai Orlov, Richard Podloucky, Sako Tuniyev, Uğur Kaya, Jelka Crnobrnja Isailovic, Milan Vogrin, Claudia Corti, Valentin Pérez Mellado, Paulo Sá-Sousa, Marc Cheylan, Juan Pleguezuelos, Martin Kyek, Alexander Westerström, Hans Konrad Nettmann, Bartosz Borczyk, Bogoljub Sterijovski, Benedikt Schmid. Lacerta agilis (англ.). МСОП. Архів оригіналу за 27 вересня 2015. Процитовано 14 лютого 2016.
38. 1 2  Török, 2013, с. 13.
39. ↑  Severus-Daniel Covaciu-Marcov, Ioan Ghira, Alfred-Ştefan Cicort-Lucaciu, Istvan Sas, Alexandru Strugariu, Horia V. Bogdan (2006). Contributions to knowledge regarding the geographical distribution of the herpetofauna of Dobrudja, Romania (PDF). North-Western Journal of Zoology. 2 (2): 88—125. Архів (PDF) оригіналу за 7 березня 2016. Процитовано 29 лютого 2016. [Архівовано 2016-03-07 у Wayback Machine.]
40. ↑  Lacerta diplochondrodes - "Eastern Balkan Green Lizard" (англ.). EuroLizards. Архів оригіналу за 16 травня 2020. Процитовано 4 серпня 2021.
41. ↑  Panagiotis Kornilios, Evanthia Thanou, Petros Lymberakis, Çetin Ilgaz, Yusuf Kumlutaş, Adam Leaché (2019). A phylogenomic resolution for the taxonomy of Aegean green lizards (PDF). Zoologica Scripta. 49 (1): 1—14. doi:10.1111/zsc.12385. Архів (PDF) оригіналу за 29 листопада 2020. Процитовано 4 серпня 2021.
42. ↑  Török, 2013, с. 14.
43. ↑  Jelka Crnobrnja Isailovic, Milan Vogrin, Claudia Corti, Valentin Pérez Mellado, Paulo Sá-Sousa, Marc Cheylan, Juan Pleguezuelos, Hans Konrad Nettmann, Bogoljub Sterijovski, Petros Lymberakis, Richard Podloucky, Dan Cogalniceanu, Aziz Avci. Lacerta viridis (англ.). МСОП. Архів оригіналу за 4 жовтня 2015. Процитовано 2 березня 2016.
44. ↑  Severus D. Covaciu-Marcov, Alfred Ş. Cicort-Lucaciu, Sara Ferenti, Anamaria David (2008). The distribution of lowland Zootoca vivipara populations in North-Western Romania. North-Western Journal of Zoology. 4 (1): 72—78.
45. ↑  Aram Agasyan, Aziz Avci, Boris Tuniyev, Jelka Crnobrnja Isailovic, Petros Lymberakis, Claes Andrén, Dan Cogalniceanu, John Wilkinson, Natalia Ananjeva, Nazan Üzüm, Nikolai Orlov, Richard Podloucky, Sako Tuniyev, Uğur Kaya, Wolfgang Böhme, Hans Konrad Nettmann, Jelka Crnobrnja Isailovic, Ulrich Joger, Marc Cheylan, Valentin Pérez-Mellado, Bartosz Borczyk, Bogoljub Sterijovski, Alexander Westerström, Benedikt Schmidt. Zootoca vivipara (англ.). МСОП. Архів оригіналу за 2 жовтня 2015. Процитовано 13 лютого 2016.
46. ↑  Alexandre Iftime (2005). Herpetological observations in the Danube. Floodplain Sector in the Giurgiu County (Romania) (PDF). Travaux du Muséum National d’Histoire Naturelle «Grigore Antipa». 48: 339—348. Архів (PDF) оригіналу за 1 вересня 2020. Процитовано 5 березня 2016.
47. ↑  Aram Agasyan, Aziz Avci, Boris Tuniyev, Jelka Crnobrnja Isailovic, Petros Lymberakis, Claes Andrén, Dan Cogalniceanu, John Wilkinson, Natalia Ananjeva, Nazan Üzüm, Nikolai Orlov, Richard Podloucky, Sako Tuniyev, Uğur Kaya, Rastko Ajtic, Milan Vogrin, Claudia Corti, Valentin Pérez-Mellado, Paulo Sá-Sousa, Marc Cheylan, Juan Pleguezuelos, Bogoljub Sterijovski, Hans Konrad Nettmann, Cornelius C. De Haan, Bartosz Borczyk, Bogoljub Sterijovski, Benedikt Schmidt, Andreas Meyer. Natrix natrix (англ.). МСОП. Архів оригіналу за 27 вересня 2015. Процитовано 5 березня 2016.
48. 1 2  Török, 2013, с. 18.
49. ↑  Alexandru Strugariu, Iulian Gherghel, Ioan Ghira, Severus D. Covaciu-Marcov, Konrad Mebert (2011). Distribution, Habitat Preferences and Conservation of the Dice Snake (Natrix tessellata) in Romania. Mertensiella. 18: 272—287. Архів оригіналу за 1 вересня 2020. Процитовано 4 березня 2016.
50. ↑  Aram Agasyan, Aziz Avci, Boris Tuniyev, Jelka Crnobrnja Isailovic, Petros Lymberakis, Claes Andrén, Dan Cogalniceanu, John Wilkinson, Natalia Ananjeva, Nazan Üzüm, Nikolai Orlov, Richard Podloucky, Sako Tuniyev, Uğur Kaya, Rastko Ajtic, Milan Vogrin, Claudia Corti, Valentin Pérez Mellado, Paulo Sá-Sousa, Marc Cheylan, Juan Pleguezuelos, Sherif Baha El Din, Hans Konrad Nettmann, Cornelius C. De Haan, Bogoljub Sterijovski, Benedikt Schmidt, Andreas Meyer. Natrix tessellata (англ.). МСОП. Архів оригіналу за 22 грудня 2015. Процитовано 4 березня 2016.
51. ↑  Wolfgang Böhme, Petros Lymberakis, Rastko Ajtic, Varol Tok, Ismail H. Ugurtas, Murat Sevinç, Pierre-André Crochet, Idriz Haxhiu, Bogoljub Sterijovski, László Krecsák, Jelka Crnobrnja Isailovic, Yakup Kaska, Yusuf Kumlutac, Aziz Avci, Dusan Jelic. Ablepharus kitaibelii (англ.). МСОП. Архів оригіналу за 22 грудня 2015. Процитовано 7 лютого 2016.
52. ↑  Nose-horned Viper (Vipera ammodytes) (англ.). Herpeto Life. 12 лютого 2014. Архів оригіналу за 21 січня 2016. Процитовано 5 грудня 2015. [Архівовано 2016-01-21 у Wayback Machine.]
53. ↑  Aram Agasyan, Aziz Avci, Boris Tuniyev, Jelka Crnobrnja Isailovic, Petros Lymberakis, Claes Andrén, Dan Cogalniceanu, John Wilkinson, Natalia Ananjeva, Nazan Üzüm, Nikolai Orlov, Richard Podloucky, Sako Tuniyev, Uğur Kaya, Roberto Sindaco, Wolfgang Böhme, Petros Lymberakis, Rastko Ajtic, Varol Tok, Ismail H. Ugurtas, Murat Sevinç, Ljiljana Tomović, Pierre-André Crochet, Idriz Haxhiu, Ulrich Joger, Bogoljub Sterijovski, Göran Nilson, Dušan Jelić. Vipera ammodytes (англ.). МСОП. Архів оригіналу за 8 грудня 2015. Процитовано 5 грудня 2015.
54. 1 2  The adder (Vipera berus) (англ.). Herpeto Life. 12 лютого 2014. Архів оригіналу за 5 березня 2015. Процитовано 5 березня 2015. [Архівовано 5 березня 2016 у Wayback Machine.]
55. ↑  Alexandru Strugariu, ̧Stefan R. Zamfirescu (2011). Population characteristics of the adder (Vipera berus berus)in the Northern Romanian Carpathians with emphasis oncolour polymorphism: is melanism always adaptivein vipers?. Animal Biology. 61: 457—468. doi:10.1163/157075511X597601. Архів оригіналу за 1 вересня 2020. Процитовано 5 березня 2016.
56. ↑  Jelka Crnobrnja Isailovic, Milan Vogrin, Claudia Corti, Paulo Sá-Sousa, Marc Cheylan, Juan M. Pleguezuelos, Ljiljana Tomović, Bogoljub Sterijovski, Ulrich Joger, A. Westerström, Bartosz Borczyk, Benedikt Schmidt, Andreas Meyer, Roberto Sindaco, Dušan Jelić. Vipera berus (англ.). МСОП. Архів оригіналу за 31 липня 2015. Процитовано 5 березня 2016.
57. ↑  Török, 2013, с. 19.
58. 1 2  Meadow viper (Vipera ursinii) (англ.). Herpeto Life. 12 лютого 2014. Архів оригіналу за 21 січня 2016. Процитовано 21 січня 2016. [Архівовано 2016-01-21 у Wayback Machine.]
59. ↑  Ulrich Joger, Jelka Crnobrnja Isailovic, Milan Vogrin, Claudia Corti, Bogoljub Sterijovski, Alexander Westerström, László Krecsák, Valentin Pérez Mellado, Paulo Sá-Sousa, Marc Cheylan, Juan M. Pleguezuelos, Roberto Sindaco. Vipera ursinii (англ.). МСОП. Архів оригіналу за 27 січня 2016. Процитовано 21 січня 2016.
60. 1 2  M. Rogner. European Pond Turtle: Emys Orbicularis. — Frankfurt am Main : Edition Chimaira, 2009. — С. 207-209. — ISBN 978-3899736045.
61. ↑  van Dijk, P.P. & Sindaco, R. Emys orbicularis (англ.). МСОП. Архів оригіналу за 25 листопада 2015. Процитовано 5 березня 2016.
62. ↑  Nicoleta Dimancea (2013). Note upon the presence of Trachemys scripta elegans (Reptilia) in Oradea city, western Romania (PDF). Herpetologica Romanica. 7: 41—47. Архів (PDF) оригіналу за 8 березня 2016. Процитовано 4 березня 2016.
63. ↑  Luca Luiselli (Institute for Development Ecology Conservation and Cooperation (IDECC)) (30 січня 2023). IUCN Red List of Threatened Species: Trachemys scripta. IUCN Red List of Threatened Species. Архів оригіналу за 9 квітня 2025.
64. 1 2  Török, 2013, с. 11.
65. ↑  Gabriel Buică, Ruben Iosif, Dan Cogălniceanu (2013). Demography and conservation of an isolated Spur-thighed tortoise Testudo graeca population in Dobrogea (Romania). Ecologia Balcanica. 5 (1): 87—96. Архів оригіналу за 1 вересня 2020. Процитовано 4 березня 2016.
66. ↑  Joaquim Soler, Alberto Martinez Silvestre, Marcos Ferrandez (2009). Testudo graeca ibera. The eurasian spur thighed tortoise in Romania. Reptilia. 64: 39—44. Архів оригіналу за 1 вересня 2020. Процитовано 4 березня 2016.
67. ↑  van Dijk, P.P., Corti, C., Mellado, V.P. & Cheylan, M. Testudo graeca (англ.). МСОП. Архів оригіналу за 17 липня 2017. Процитовано 4 березня 2016.
68. ↑  Laurenţiu Rozylowicz, Mariana Dobre (2010). Assessing the threatened status of Testudo hermanni boettgeri Mojsisovics, 1889 (Reptilia: Testudines: Testudinidae) population from Romania. North-Western Journal of Zoology. 6 (2): 190—202.
69. ↑  Laurentiu Rozylowicz, Viorel D. Popescu (2013). Habitat selection and movement ecology of eastern Hermann’s tortoises in a rural Romanian landscape. European Journal of Wildlife Research. 59 (1): 41—55. doi:10.1007/s10344-012-0646-y.
70. ↑  van Dijk, P.P., Corti, C., Mellado, V.P. & Cheylan, M. Testudo hermanni (англ.). МСОП. Архів оригіналу за 15 вересня 2015. Процитовано 12 лютого 2016.
71. ↑  Făgăraş M. Biodiversitatea zonei costiere a Dobrogei dintre Capul Midia şi Capul Kaliakra. — Ex Ponto. — Constanţa — С. 323-370.(рум.)
72. ↑  Aram Agasyan, Aziz Avci, Boris Tuniyev, Jelka Crnobrnja Isailovic, Petros Lymberakis, Claes Andrén, Dan Cogalniceanu, John Wilkinson, Natalia Ananjeva, Nazan Üzüm, Nikolai Orlov, Richard Podloucky, Sako Tuniyev, Uğur Kaya, Ahmad Mohammed Mousa Disi, Souad Hraoui-Bloquet, Riyad Sadek, Varol Tok, Ismail H. Ugurtas, Murat Sevinç, Idriz Haxhiu. Pseudopus apodus (англ.). МСОП. Архів оригіналу за 28 травня 2016. Процитовано 5 березня 2016.
73. ↑  Vlad Cioflec. Gecko! (рум.). Архів оригіналу за 5 серпня 2021. Процитовано 4 серпня 2021.
74. ↑  Vlad Cioflec. O nouă șopârlă în România (рум.). Архів оригіналу за 22 березня 2021. Процитовано 4 серпня 2021.
75. ↑  Jelka Crnobrnja Isailovic, Milan Vogrin, Claudia Corti, Valentin Pérez Mellado, Paulo Sá-Sousa, Marc Cheylan, Juan Pleguezuelos, Roberto Sindaco, Antonio Romano, Jelka Crnobrnja Isailovic, Aziz Avci. Podarcis siculus (англ.). МСОП. Архів оригіналу за 8 жовтня 2019. Процитовано 4 серпня 2021.
76. ↑  T. Sos, Z. Hegyeli (2011). Morphotype of Vipera berus nikolskii Vedmederja, Grubant & Rudaeva, 1986, present in the Buzău Subcarpathians, Romania (PDF). Herpetozoa. 24: 91—95. Архів (PDF) оригіналу за 1 вересня 2020. Процитовано 5 березня 2016.
77. ↑  Göran Nilson, Claes Andrén, Boris Tuniyev. Vipera renardi (англ.). МСОП. Архів оригіналу за 19 червня 2015. Процитовано 5 березня 2016.
78. ↑  Бисерков, В. Определител на земноводните и влечугите в България. — Софія : Зелени Балкани, 2007. — С. 75. — ISBN 978-954-9433-07-4. (болг.)
79. ↑  Casale, P. & Tucker, A.D. Caretta caretta (англ.). МСОП. Архів оригіналу за 2 серпня 2015. Процитовано 5 березня 2016.